# デビッド・ロイド・ジョージ
初代ドワイフォーのロイド＝ジョージ伯爵デビッド・ロイド・ジョージ（英語: David Lloyd George, 1st Earl Lloyd George of Dwyfor, OM, PC、1863年1月17日 - 1945年3月26日）は、イギリスの政治家、貴族。
1890年に自由党庶民院議員として政界入りする。1905年以降の自由党政権下で急進派閣僚として社会改良政策に尽くす。彼の主導により、イギリスに老齢年金制度や健康保険制度、失業保険制度が導入された。
第一次世界大戦中の1916年12月に総辞職したアスキス首相に代わって首相に就任。強力な戦争指導体制と総力戦体制を構築し、イギリスを勝利に導いた。パリ講和会議に出席するなど戦後処理も指導し、戦間期のヴェルサイユ体制の構築に大きな役割を果たした。1921年にはアイルランドの大英帝国自治領としての独立を認めた（アイルランド自由国）。1922年に大連立を組んでいた保守党の離反で総辞職に追い込まれた。
首相退任後は自由党の没落もあって権力から遠ざかっていったが、政治活動は衰えず、ケインズ主義経済政策を確立して公共事業の拡大を訴えた。

## 概要
1863年にイングランド・マンチェスターに生まれる。父親はマンチェスターの学校教員で弁護士でもあったが、幼くして父を失い、ウェールズ・スラナスティムドゥイの母方の伯父のもとに身を寄せる。伯父は非国教徒のウェールズ愛国者で自由党を支持する中産階級者だった。ロイド・ジョージもウェールズ民族主義の影響を受けて、国教会・保守党・大地主に対する反抗心を培って育った。
小学校卒業後、1878年から弁護士事務所で書生として働く。1884年に弁護士資格を取得し、弁護士事務所を独立開業する。弱者のための弁護活動を多く行い、とりわけ国教会の墓地への非国教徒の埋葬が拒否された事件における非国教徒の弁護活動でウェールズ民族主義者として名を馳せるようになる。
1890年にカーナーヴォン・バラ選挙区の補欠選挙に自由党候補として出馬し、庶民院議員に初当選する。議員生活初期の頃は自由党議員としてより、ウェールズ選出の議員として行動することが多く、ウェールズの教会を国教会から独立させることを盛んに訴えた。また地主に打撃を与えることを目的に禁酒運動にも取り組んだ。1899年には老齢年金に関する庶民院特別委員会の委員となり、老齢年金制度導入の提言を行ったが、同年に勃発した第二次ボーア戦争のため実現しなかった。同戦争への反戦運動を主導し、それによって知名度を上げる。1902年にはバルフォア教育法への反対運動を主導した。
1905年12月にヘンリー・キャンベル＝バナマンを首相とする自由党政権が成立すると通商大臣として入閣した。1908年4月に首相がハーバート・ヘンリー・アスキスに代わると大蔵大臣に転任する。1908年7月には老齢年金法制定を主導し、70歳以上の高齢者に年金を支給する無拠出老齢年金制度を創出した。その財源確保のため、自由帝国主義派閣僚が訴えていた海軍増強に反対した。社会保障費やドイツ帝国との建艦競争によって増大した財政支出を補うため、1909年4月には所得税の累進課税性強化、相続税増額、土地課税など富裕層から税金を取り立てる「人民予算」を議会に提出する。保守派や地主貴族から強い反発を招き、11月に貴族院で否決されたが、解散総選挙や議会法の法案提出を挟んで、1910年4月に成立させることに成功した。1911年には国民保険法の制定を主導し、これによりイギリスに健康保健制度と失業保険制度が創出された。1912年にはマルコニ社が帝国無線通信網の建設を受注した件でインサイダー取引を行ったという疑惑を受けて政治生命を失いかけたが、なんとか乗り切った（マルコニ事件）。
第一次世界大戦が勃発した直後には参戦に反対していたが、まもなく参戦派に転じた。反戦派最大の大物閣僚である彼の転向によってアスキス内閣は参戦を決定した。1915年5月に自由党・保守党の大連立によるアスキス挙国一致内閣が成立すると新設された軍需大臣に就任し、軍需産業への政府介入の強化に務めた。
さらに1916年6月に敵対していた陸軍大臣キッチナー伯爵元帥が死亡すると代わって陸軍大臣に就任する。好転しない戦局や軍部が議会政治家の言うことを聞かない状況に焦燥し、優柔不断なアスキス首相を戦争指導から遠ざけて強力な戦争指導ができる政府を樹立する必要性を痛感するようになった。1916年12月、保守党党首アンドルー・ボナー・ローの支持を得て、自分を委員長とした少数閣僚による軍事委員会を作ることをアスキス首相に要求した。アスキスが応じないのを見ると辞職を表明した。保守党閣僚たちも辞職を表明したため、アスキス内閣は総辞職に追い込まれた。
組閣の大命を受け、自由党ロイド・ジョージ派と保守党に支えられたロイド・ジョージ内閣を組閣し、大戦後半戦を主導した。総力戦体制を強化すべく、食糧省を新設して食料配給制に移行した。船舶省を新設して商船の政府統制を強化し、商船を船団にして海軍に護衛させ、ドイツ海軍の無制限潜水艦作戦に対抗した。西部戦線の膠着状態を破るための塹壕突破兵器として戦車の開発も急がせた。また女性の銃後の活躍を認めて、戦時中の1918年2月に普通選挙と30歳以上の婦人に選挙権を付与する選挙法改正を行った。
ロシア革命によりロシアの政権を掌握したウラジーミル・レーニン率いるボルシェヴィキ政権が1918年2月に独断でドイツと講和して戦争から離脱すると、アメリカや日本などとともに反ソ干渉戦争を開始した。戦後には干渉戦争への関心を無くすも、反共主義者の陸軍大臣ウィンストン・チャーチルや保守党からの強い要望で1919年秋までは続行した。1920年のソビエトのポーランド侵攻でもポーランドを支援したが、ポーランド侵攻が失敗に終わった後の1921年には世界に先駆けてソビエトと通商条約を締結した。
1918年11月にドイツ政府が連合国との休戦協定に応じたことで第一次世界大戦は終結した。戦勝気分の冷めぬうちにと12月にも解散総選挙を行った。政権派の候補にはロイド・ジョージと保守党党首ボナー・ロー連名の推薦状（クーポン）が手交されたため、クーポン選挙と呼ばれた。選挙の結果は政権側（とりわけ保守党）の大勝に終わった。
1919年1月からパリで行われた講和会議に出席し、アメリカ大統領ウッドロウ・ウィルソンやフランス首相ジョルジュ・クレマンソーらとともに会議を主導してドイツに付きつける講和条件を決定した。6月にドイツ政府にこれを飲ませてヴェルサイユ条約を締結したことで戦間期のヴェルサイユ体制が構築された。オスマン帝国に対してはセーブル条約を結ばせて同国の支配していたアラブ地域を英仏で分割した。イギリスはパレスチナとイラクを獲得した。これにより大英帝国は中東をかつてないほど強力に支配することになった。
アイルランド独立を目指すシン・フェイン党に対しては白色テロをもって厳しく弾圧したが、融和的態度も示し、1921年10月にはシン・フェイン党幹部と交渉してアイルランドに大英帝国自治領アイルランド自由国としての独立を許した。

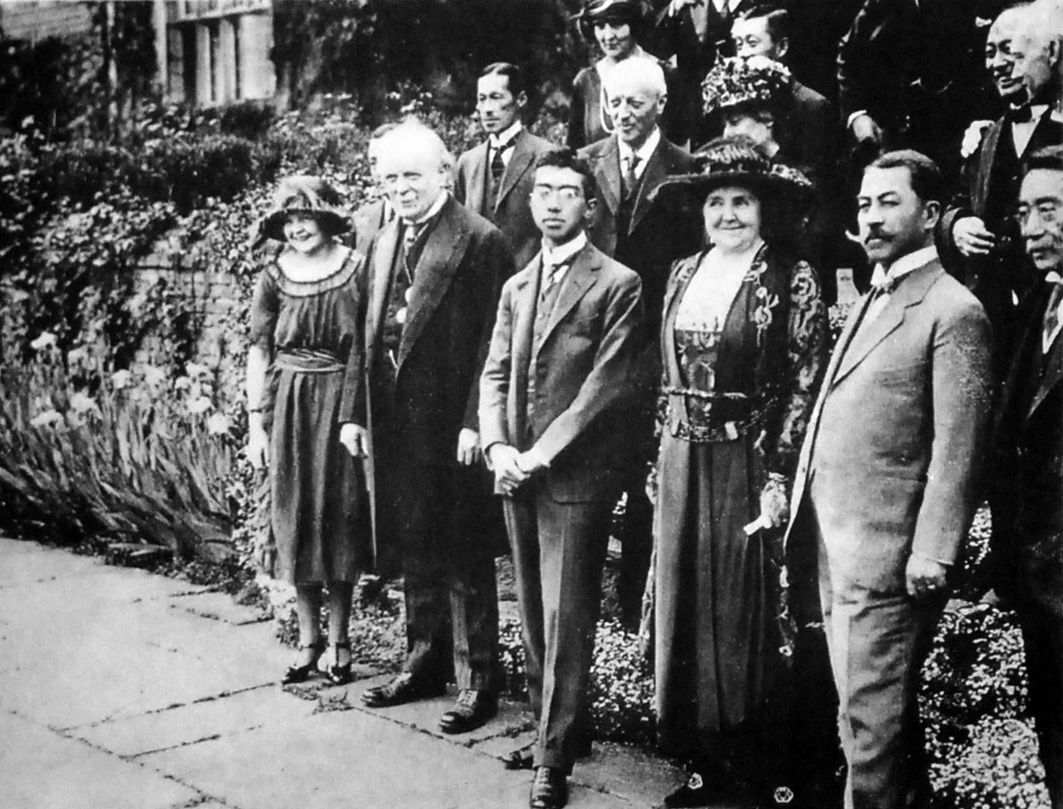
欧州訪問中の皇太子裕仁親王とロイド・ジョージ首相（前列左から2人目）

1921年10月のワシントン会議には外相アーサー・バルフォアを派遣したが、アメリカの圧力に屈する形で日英同盟を事実上破棄した。
1922年8月から9月のチャナク危機にはトルコとの開戦も辞さない強硬姿勢を貫いて外交勝利を得たものの、再度の戦争を嫌がる国内世論から批判を集めた。この事件はロイド・ジョージの「ワンマン政治」にかねてから不満を抱いていた保守党議員から離反されるきっかけとなり、10月19日には保守党社交界カールトン・クラブにおける保守党議員の投票で大連立解消の決議がなされた。ロイド・ジョージはこれ以上の政権運営不可能と判断してただちに総辞職した。
退任後、自由党が労働党の後塵を拝する第三党に没落していくことに危機感を抱き、自由党アスキス派との関係改善に乗り出した。1923年12月の解散総選挙では両派合同して選挙戦に臨んだものの第三党の状態から抜け出すことはできなかった。1926年末にアスキスが政界引退すると代わって自由党党首となったが、旧アスキス派のロイド・ジョージ不信は根強く、これを機に多くの自由党員が自由党を離党したため、自由党が再び大政党となるのは難しい情勢となった。
ジョン・メイナード・ケインズをブレーンとするロイド・ジョージは1920年代末からイエローブックやオレンジブックを発行して公共事業による有効需要増加と雇用創出を訴えるようになった。第二次世界大戦後に先進資本主義国で主流となるケインズ主義の先駆けであったが、この段階では保守党からも労働党からも相手にされることはなかった。
保守党に操られたラムゼイ・マクドナルド挙国一致内閣に協力したがる自由党議員が多いことに失望して、1931年に自由党党首職を辞した。以降は政界の一匹狼となったが、引き続き公共事業拡大を訴え続けた。1933年1月にドイツで公共事業拡大による失業対策を訴えるナチ党が政権を掌握したことも好意的に見ており、以降親ナチス派として行動した。もっともドイツが対外進出路線を強めるとネヴィル・チェンバレンの融和政策を批判するようになった。第二次世界大戦中の1940年5月に彼が庶民院で行った演説がチェンバレン失脚・チャーチルの首相就任の一因となった。
1944年末にドワイフォーのロイド＝ジョージ伯爵に叙されるも1945年3月26日には死去した。

## 生涯

### 生い立ち

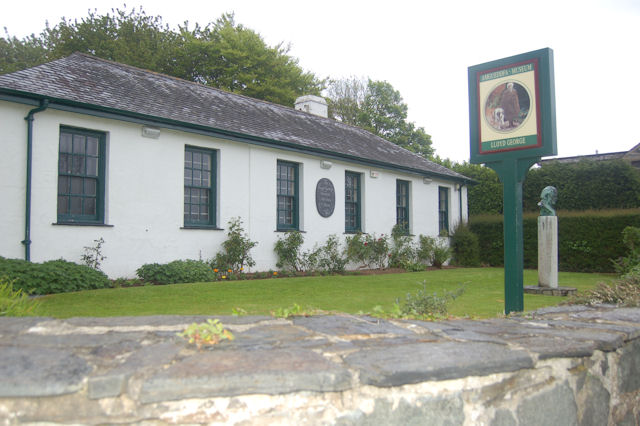
ロイド・ジョージが育ったウェールズ・スラナスティムドゥイにあるロイド・ジョージ博物館

1863年1月17日にイングランド・マンチェスターに生まれる。父は教師ウィリアム・ジョージ。母はその妻でウェールズ・スラナスティムドゥイ出身のエリザベス（旧姓ロイド）。姉にメアリーがおり、後に弟ウィリアムが生まれる。
父ウィリアムは1864年に教職を退き、ウェールズ・ハヴァーフォードウェストに小規模な農場を購入して一家でそこへ移住したが、同年のうちに肺炎で死去している。路頭に迷った母エリザベスは三人の子らを連れて、スラナスティムドゥイで靴屋を営む兄リチャード・ロイドのもとに身を寄せた。
後年ロイド・ジョージは貧しい家庭で育ったかのように語っていたが、実際にはロイド家は割合に恵まれた中産階級の家庭だったようである。伯父は道徳心ある非国教徒であり、ウェールズ愛国者だった。伯父は地主の不興を買うことを恐れず自由党支持を公言したので、伯父の店は村における自由党の選挙活動の非公式本部として使われることもあったという。
1865年に非国教会（国教会ではないプロテスタント）の「キリストの弟子」派の洗礼を受けた。
1869年にスラナスティムドゥイにある国教会が管理する「国民学校」の小学校に入学した。成績は優秀だったが、国教会信仰を押し付けられることには強く反発する学生だったという。国教会の礼拝に参加させられそうになると、他の反国教会派の学生とともに礼拝から抜けだしたという。
子供の頃の愛読書はヴィクトル・ユーゴーの『レ・ミゼラブル』であったといい、弱者に対する共感をこの著作から培ったという。また地主から土地を追われた小作人の子供たちが小学校から去らねばならなくなる光景をしばしば目撃し、地主への憎しみを募らせたという。
子供の頃から大人を驚嘆させるほどの論客だったといい、子供たちの間でもリーダー的存在だったという。当時イギリスの子供たちは普仏戦争の影響でよく戦争ごっこして遊んだが、その遊びでロイド・ジョージはいつも指揮官役だったという。村は牧歌的そのもので、ロイド・ジョージもよく野や山を駆け回って遊んだが、そこでも「軍隊」を編成しては大地主の果樹園から木の実を盗むなどしたという。

### 弱者のための弁護士

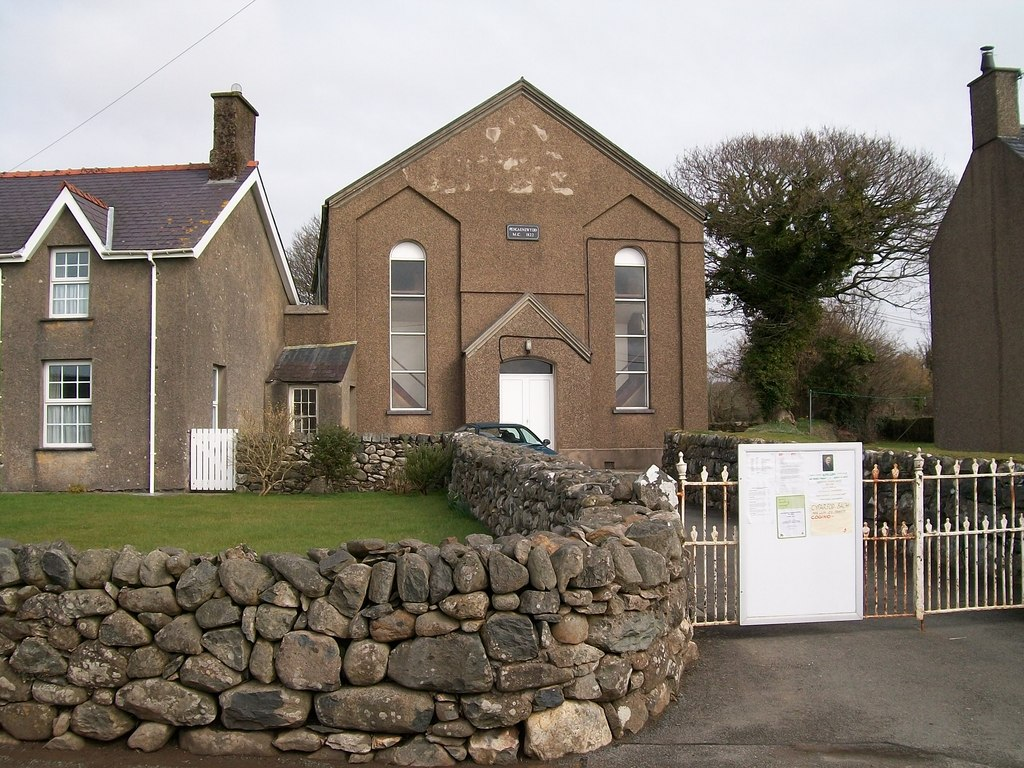
ロイド・ジョージがマーガレットと結婚式を挙げたクリクキエスのチャペル。

15歳の時の1878年7月、近隣のポートマドックにある弁護士事務所「ブリーズ、ジョーンズ・アンド・カソン（Breeze, jones & Cusson）」で書生として働くようになった。ここの所長であるブリーズ夫妻はロイド・ジョージを我が子のように可愛がってくれたといい、ロイド・ジョージはその好意を無駄にすることなく、仕事しながら法学書を読みあさったという。
勉学の合間を縫って政治活動にも積極的に参加し、農民運動や禁酒運動に携わった。また地元新聞に政治論文を投稿し続け、1880年11月には保守党貴族院院内総務ソールズベリー侯爵の演説を批判した彼の論文がはじめて新聞に掲載された。自由党の運動員としての活動も1880年から開始した。1882年6月の日記を見る限り、この時期、彼は軍隊に入隊していたようである。
1884年に弁護士試験に合格して弁護士資格を取得し、クリクキエスで弁護士事務所を開業した。1887年には弟ウィリアムも弁護士資格を獲得し、二人で弁護士事務所を運営するようになった。
独立弁護士となった後も政治活動に熱心だった。ウェールズ小作農に働きかけて、カーナーヴォンシャー農民組合を結成させることに貢献し、後にはその書記長を務めた。またトマス・ジーの10分の1教区税反対運動にも参加した。さらに中央政界の自由党新急進派ジョゼフ・チェンバレンの影響を受けて都市の労働者階級にも社会改良政策による保護が必要と考えるようになったという。
弁護士としての仕事も弱者のためのものが多く、治安判事に徹底的に反抗した。地元の国教会がオズボーン・モーガン埋葬法に違反して土地の寄進者（地主）との契約を盾に非国教徒のメソディスト式埋葬を拒否した事件で非国教徒の弁護を行ったことでウェールズ民族主義の英雄として名を馳せるようになった。
1888年1月24日にはクリクキエスの名士リチャード・オーウェンの娘マーガレットと結婚している。

### 庶民院議員に初当選
1880年代後半にはウェールズの急進的政治活動家として著名になっていたロイド・ジョージは1888年夏にもカーナーヴォン・バラ選挙区の自由党候補者に選ばれた。また1889年には創設されたばかりのカーナーヴォン州議会の参事会員（Alderman）にも選出されている。
1890年4月にカーナーヴォン・バラ選挙区で補欠選挙があり、保守党候補である大地主ヒュー・エリス＝ナニーと議席を争った。選挙戦でロイド・ジョージはソールズベリー侯爵内閣アイルランド担当大臣アーサー・バルフォアが主導するアイルランド弾圧政治を批判し、自由党党首ウィリアム・グラッドストンのアイルランド自治の方針に賛意を示した。そしてウェールズも宗教の自由のため立ちあがる必要があることを訴えた。またウェールズの土地制度や労働法の不公平さを批判し、土地譲渡・土地税・土地借用の負担を軽減することを公約した。さらに禁酒や地方自治強化の方針も示した。そして「丸太小屋で育った人間の夜明けがついに始まったことをトーリー（保守党）はいまだに悟っていない」と宣言した。
しかし当時の自由党は分裂状態であり、加えてロイド・ジョージ自身も選挙区の自由党組織にあまり気を使わなかったので苦しい選挙戦を強いられた。ウェールズ民族主義の高揚に後押しされて18票差という僅差で保守党候補を破って初当選を果たしたものの、この時の苦戦の反省でロイド・ジョージは地元選挙区に気を配るようになり、以来55年にわたってこの選挙区から当選し続けることができた。

### 処女演説
1890年4月17日に庶民院に初登院した。6月13日の処女演説ではソールズベリー侯爵内閣が推し進める填補法を「酒類販売業者を擁護する法案」と批判し、この法案の提出者である保守党議員ランドルフ・チャーチル卿と自由統一党議員ジョゼフ・チェンバレンを糾弾した。
ほとんどの新人議員は処女演説では無難な演説をしておくものだが、ロイド・ジョージはその慣例を守らなかった。とりわけ当時時代の寵児だったチェンバレンを批判したことはロイド・ジョージの勇名を轟かせるに十分な効果があった。マスコミからも絶賛され、『ペルメル・ガゼット』紙は「カーナーヴォンの新議員の処女演説は驚嘆に値する。彼の前途は注目するべきであろう」と書いている。

### ウェールズの議員として
ロイド・ジョージの初期の議員活動は、自由党議員としてよりもウェールズの議員としてのものが目立つ。
1891年の10分の1教区税法案には強く反対し、自党の修正案にさえ反対票を投じている。1892年4月の牧師懲戒法案にも党首グラッドストンの意向に背いて反対した。ロイド・ジョージがこの法案に反対したのは国教会が「浄化」されてしまったらウェールズにおける国教会の腐敗ぶりを訴える主張に説得力がなくなり、ウェールズの宗教的独立が遅れてしまうと懸念してのことであったという（もちろん公にそのようなことを言うわけにはいかず、表向きは「問題が山積しているのに、このような小さな問題を審議している場合ではない」という理由を掲げていた）。
1892年6月末に解散総選挙で地元選挙区に帰ったロイド・ジョージは国教会にウェールズ国民の要求を受け入れさせようと訴えた。7月8日の投票、10日の開票の結果、ロイド・ジョージは2,154票を獲得し、保守党候補に196票差で勝利した。総選挙全体の結果も自由党の辛勝となり、8月には自由党議員ハーバート・ヘンリー・アスキスの提出した内閣不信任案が可決され、第二次ソールズベリー侯爵内閣は総辞職し、グラッドストンが4度目の組閣の大命を受けた。
グラッドストンに睨まれるロイド・ジョージには何のポストも与えられず、しかもロイド・ジョージの盟友だったトム・エリスが大蔵省政務次官に任じられたので、ロイド・ジョージは議会内で孤立した格好となった。だが、ロイド・ジョージの活動が衰えることはなく、1893年にはウェールズの教会を国教会から独立させる法案をめぐってグラッドストン政権の「手ぬるさ」を批判した。貴族院で否決されることが分かりきっている法案だったのでグラッドストン政権もこの法案に本気で取り組んでいなかったのである。
ロイド・ジョージはウェールズ教会独立を訴える演説をウェールズ各地で行って世論を喚起した。その結果、グラッドストンの後を受けて首相・自由党党首となったローズベリー伯爵も無視できなくなり、1895年には内務大臣アスキスが再びウェールズを国教会の管轄する地域から外す法案を提出した。ロイド・ジョージはこの法案の審議で「ウェールズ人民が腐敗した国教会の支配のために被った損害」を次々と指摘し、また前保守党政権を批判して保守党庶民院院内総務バルフォアと論争になったが、これを論破した。一方で法案の「手ぬるさ」も批判し、しばしばアスキス内相に対する妨害も行った。同年6月にローズベリー伯爵内閣が陸軍予算をめぐる問題で躓いて総辞職したためウェールズ教会独立法案も流産した。
保守党党首ソールズベリー侯爵が三度目の大命を受け、保守党・自由統一党連立政権（統一党政権）が発足した。同政権は庶民院の過半数の議席を持っていないので、すぐにも解散総選挙に打って出た。今回の総選挙は自由党に不利であり、ロイド・ジョージも落選を覚悟していたが、予想に反して彼は安定して再選を果たした。ただ全国的には与党の勝利に終わった。
1896年6月に与党が提出した農業課税法について「地主を優遇して下層民をますます貧しくする法案」と厳しく批判した。この時のロイド・ジョージの反対闘争は与党議員の賛成多数で1週間の登院停止処分を受けるほど激しいものであり、ウェールズの自由党系新聞から喝采を送られている。
しかし同年7月に自由党党首ローズベリー伯爵が主催する晩餐会に出席した際にロイド・ジョージが発表した「ウェールズ自治案」に対する反応は芳しくなく、これをきっかけにロイド・ジョージは、ウェールズ問題だけ掲げていても全イギリス国民の支持は得られないと痛感するようになり、全イギリスの自由主義のために戦う必要があると確信するようになったという。
1899年5月には「老齢適格貧困者に関する庶民院特別委員会」の委員となり、無拠出の老齢年金制度を新設すべき旨の報告書を議会に提出した。ところが1899年10月より第二次ボーア戦争が開始されたことで戦費の維持のために老齢年金制度は流産した。

### 第二次ボーア戦争の反戦運動

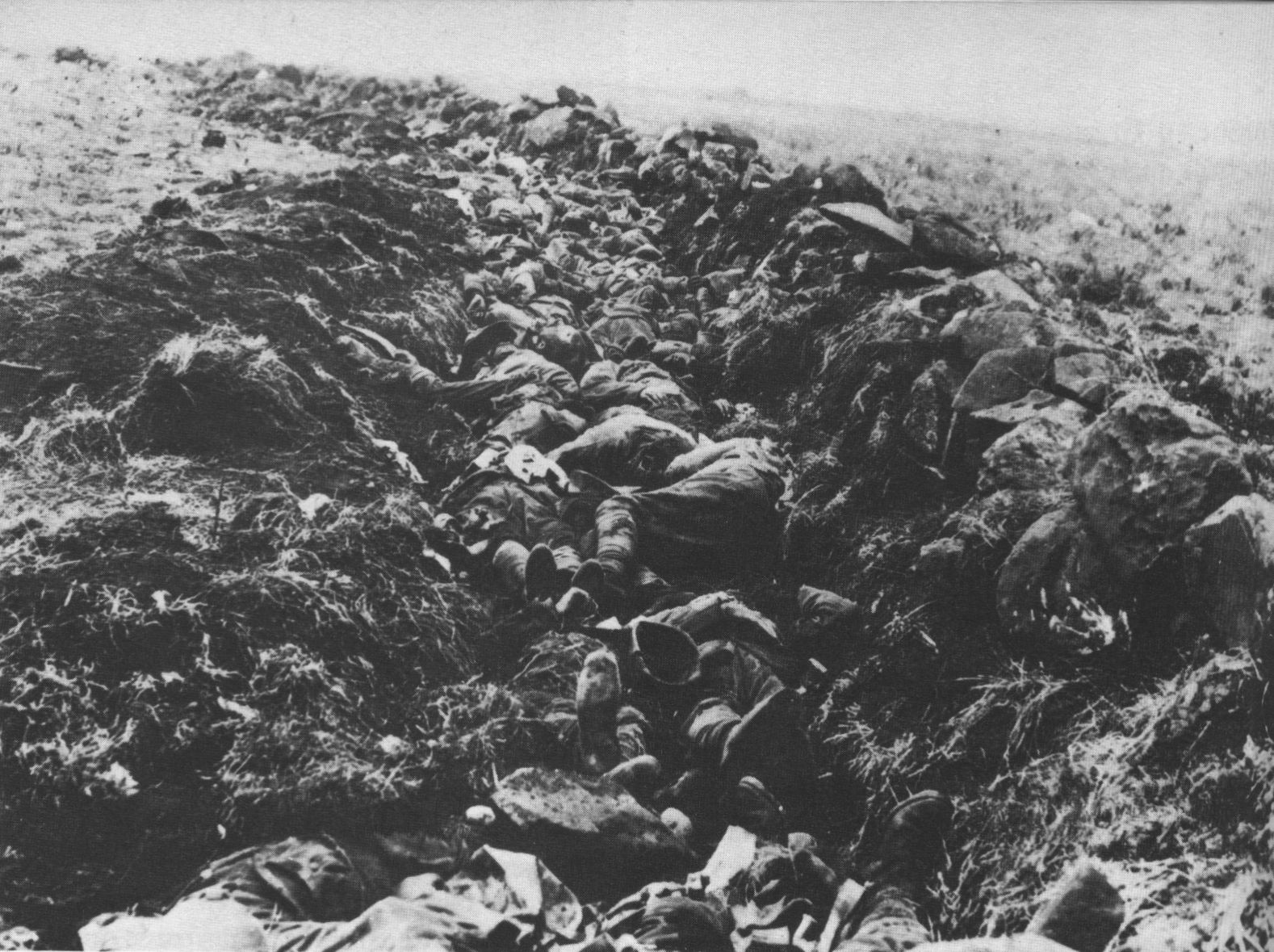
スピオン・コップの戦いで戦死したイギリス兵の遺体を放り込んだ塹壕。

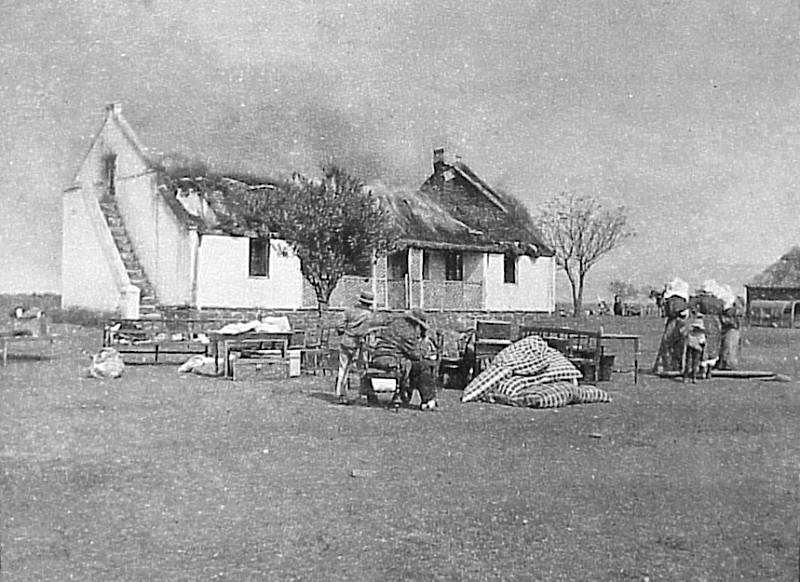
ボーア人の民家を焼き払うイギリス軍の焦土作戦。

第三次ソールズベリー侯爵内閣植民地大臣ジョゼフ・チェンバレンの帝国主義政策をめぐって自由党は、帝国主義を支持するローズベリー伯爵やアスキスら自由帝国主義派と帝国主義に批判的なウィリアム・バーノン・ハーコートやヘンリー・キャンベル＝バナマンら小英国主義派に分裂していた。この分裂は第二次ボーア戦争が始まると更に深刻化した。自由帝国主義派は政府の戦争遂行を支持したが、党首キャンベル＝バナマンらは「戦争が始まった以上、政府を支持するが、早期に講和を結ぶべし」と主張した。一方ロイド・ジョージはどちらにも属さず、「親ボーア派」と呼ばれる反戦派の中心人物となった。
ロイド・ジョージは1899年10月29日の庶民院における演説で「政府は無益な戦争を開始し、それによって老齢年金に使用されるべき財源も消費した。南アフリカ（トランスヴァール共和国）に在住している外国人（イギリス人）は不平不満を述べているが、これはイギリス本国における生活の敗残者の不平よりも重大な問題ではない」と訴えた。
こうした反戦運動によってロイド・ジョージの名はイギリス中に広く知られるようになったが、反戦派は少数派であり、地元ウェールズでも支持されているとは言い難かった。緒戦のボーア軍の奮戦で戦争が長期化の様相を呈する中、1900年初頭に反戦運動が一時的に盛り上がったが、2月になるとイギリス軍の反転攻勢があり、加えてチェンバレン植民地相が民衆の帝国主義感情を喚起する演説を行ったことで、反戦派への批判が高まった。ロイド・ジョージも4月にバンガーで反戦演説を行っていた際に戦争支持派の民衆から棍棒で滅多打ちにされて意識不明の重体に陥っている。さらに5月にマフィケングで包囲されていたイギリス軍が救出されると英国民の戦争翼賛ムードが最高潮に達し、もはや反戦集会など開くことは一切できなくなった。
6月にイギリス軍がトランスヴァール共和国首都プレトリアを占領すると戦勝ムードが広まった。保守党政権はこれを利用して9月にも解散総選挙を行った。この選挙でロイド・ジョージは「政府はチェンバレンが株主になっているキノック社に優先的に海軍の爆発物の注文を出した」と批判した。しかし結局与党（保守党と自由統一党）は野党（自由党とアイルランド国民党）に134議席という大差をつけて勝利した。この敗北で自由党の結束はますます乱れ、アスキスら自由帝国主義派とロイド・ジョージら親ボーア派の溝が深まった。
戦争はゲリラ戦と化して、その後も続き、ロイド・ジョージら親ボーア派はイギリス軍による焦土作戦を批判した。いつまでも終わりが見えない戦争にイギリス国内でも厭戦気分が高まっていった。また強制収容所でボーア人に対して加えられた暴虐への批判も高まった。だがこれによってロイド・ジョージへの批判熱が収まったわけではなく、1901年12月にロイド・ジョージがチェンバレン植民地大臣の地元バーミンガムで演説会を開催した際には戦争支持派の民衆が暴動を起こすという事態に発展している（この時ロイド・ジョージは警察官に変装して難を逃れた）。
結局、この戦争はボーア人側も厭戦気分が高まったことで、1902年3月に休戦協定、5月に講和条約が結ばれ、ボーア人が英国王エドワード7世の主権を受け入れてイギリスの統治に帰順するということで終結した。

### バルフォア教育法への反対
ソールズベリー侯爵内閣第一大蔵卿バルフォア（同年7月に首相）は、1902年3月に「バルフォア教育法」と呼ばれる教育法の法案を議会に提出した。これは1870年にグラッドストン自由党政権下で制定された初等教育普及のための初等教育法案に続くもので、中等教育普及のために州議会がすべき支援を定めた法律であるが、同時に1870年の初等教育法で定められていた非国教徒（自由党支持基盤）が強い影響力を持つ学務委員会（School Attendance Committee）を廃止して、新たな小学校監督機関として地方教育庁を設置させるものでもあった。加えて国教会とカトリックの学校には地方税の一部を導入するという条文もあり、全体的に非国教徒に不利益な内容だった。
非国教徒の反発は激しく、とりわけウェールズで反対闘争が激化した。庶民院ではロイド・ジョージが中心となって同法への反対運動が展開された。結局、この法案は可決されたものの、ロイド・ジョージの反対闘争によって審議は紛糾し、法案可決まで9カ月かかった。その間にボーア戦争以来、小英国主義派と自由帝国主義派に分裂していた自由党はこの法案への反対運動を共通項に一つにまとまることができた。
また法案可決後にウェールズで行われた非国教徒の学生の学校ボイコット運動の先頭に立つことになった。ロイド・ジョージ自身はこのボイコット運動にあまり乗り気でなかったが、立場上、避けられなかったという。この運動はあまり盛り上がらず、寄付金もさほど集まらなかったので継続は難しくなり、ロイド・ジョージの指導力にも疑問が呈されるようになった。しかし彼にとっては幸いなことに世論の関心はまもなく関税問題に向かったので、この問題は自然収束し、彼のウェールズでの権威に決定的な傷が入ることはなかった。

### キャンベル＝バナマン内閣通商大臣
関税問題で保守党政権内の意見対立は深刻化し、首相バルフォアは保守党分裂を避けるため、1905年12月4日に総辞職した。これを受けて国王エドワード7世は、同日中に自由党党首ヘンリー・キャンベル＝バナマンに組閣の大命を与えた。ロイド・ジョージは同内閣に通商大臣として入閣した。当時43歳であり、閣内大臣では最も若年だった。またウェールズ人として初入閣でもあった。
2年強の通商大臣在職中にロイド・ジョージは3つの法律の制定を主導した。1906年には「生産調査法（Census of Production Act）」を制定して産業統計を正確に行うことを目指した。ついで1907年には「パテント及びデザイン法（Patents and Designs Act）」の制定を主導し、自国産業の国際競争力強化に努めた。さらに1908年にはロンドン港の荷物運搬の効率化を目指して「ロンドン港法案（Port of London Bill）」の作成にあたったが、この法案の成立はロイド・ジョージの通商大臣退任後となった。
しかし公約だった「ウェールズ非国教化法案」は延期すると発表し、ウェールズで批判を集めた。

### アスキス内閣大蔵大臣

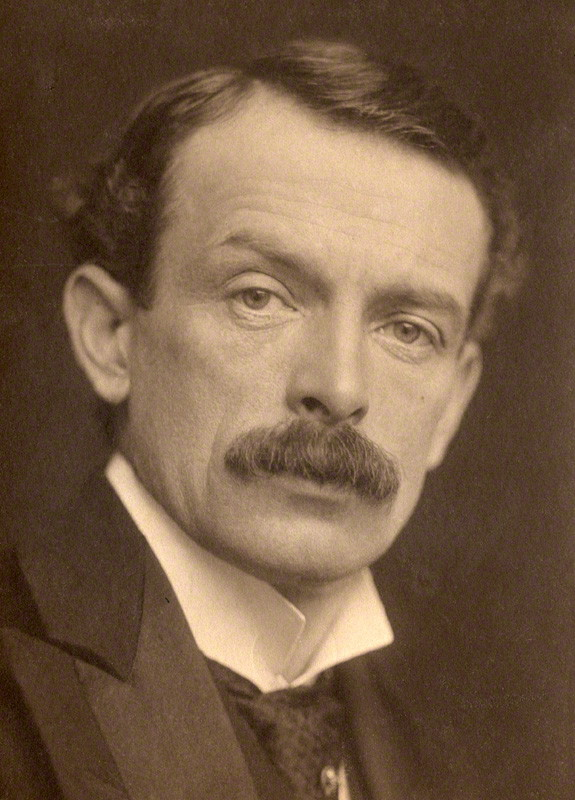
ロイド・ジョージ大蔵大臣（1908年）

1908年4月、病気で退任したキャンベル＝バナマンに代わって大蔵大臣アスキスが組閣の大命を受け、アスキス内閣が成立した。空いた大蔵大臣のポストにはロイド・ジョージが就任した。またウィンストン・チャーチルがロイド・ジョージの後任の通商大臣に就任した。急進派として知られるこの二人の入閣で改革機運は高まった。
ロイド・ジョージが大蔵大臣に就任した頃のイギリスの社会状況は厳しかった。1907年後半から不況が押し寄せ、1907年に3.7%だった失業率は、翌1908年には7.8%に跳ね上がっていた。こうした中で労働党の「労働権の確立」を訴える運動が盛り上がっていき、他方保守党の関税改革派も「関税が国民の仕事を守る」と主張して再攻勢をかけてきていた。自由党としては伝統的支持層である中産階級の支持を失わずに労働者階級に支持を拡大させて立て直しを図りたいところであり、それが本来自由放任主義の立場である自由党が社会政策を実施する背景となった。

#### 老齢年金法
1908年5月にロイド・ジョージは労働党が求めていた無拠出の老齢年金制度の法案を庶民院に提出した。これまで貧しい高齢者が無償で救済を受けるためには救貧法を利用するしかなく、その適用を受けるためには監獄のような救貧院に入らなければならなかったので、これは高齢者の生活保障の大改革だった。だが野党保守党からは「国民道徳の低下を招く」という批判を受けた。これに対してロイド・ジョージは「軍の兵士たちには年金を与えるのに、産業の老兵たちは貧苦の中で死なせるというのは非道である」と反論した。またこの法案は財源の裏付けがないと批判されたが、それについてもロイド・ジョージは軍事費を削減したので問題無しと反論した。老齢年金制度はすでにドイツで運用されている制度だったが、ドイツでは拠出制だった。それを無拠出とする理由についてロイド・ジョージは拠出制だと収入がない婦人が年金を受けられなくなるし、貧しい労働者はそんなものを拠出している余裕がないことを指摘した。加えて拠出制にすると友愛組合や労働組合の保険制度と利害が衝突する恐れが高いことも指摘した。
この法案は、予算案の付属として出されたため、保守党が多数を握る貴族院としても否決させるのは難しかった（金銭法案は庶民院が決めるというのが英国議会の不文律だった）。またこの法案には労働党や「救貧法及び貧困の救済に関する王立委員会」が主張する救貧法廃止と「労働権」の確立の論議が労働者層の支持を集める前に「先手」を打つという保守的な意味もあったため、1908年7月にも野党保守党の支持も得て可決されている。
この老齢年金法によって1909年より70歳以上の高齢者で給与が一定の金額以下の者に年金が支給されるようになった。救貧法の適用を受けることで「被救済民」のレッテルを貼られるのを恐れていた低所得高齢者から非常に感謝されたといわれ、同法は長きにわたり「ロイド・ジョージ」という渾名で呼ばれて親しまれた。

#### 海軍増強論争をめぐって

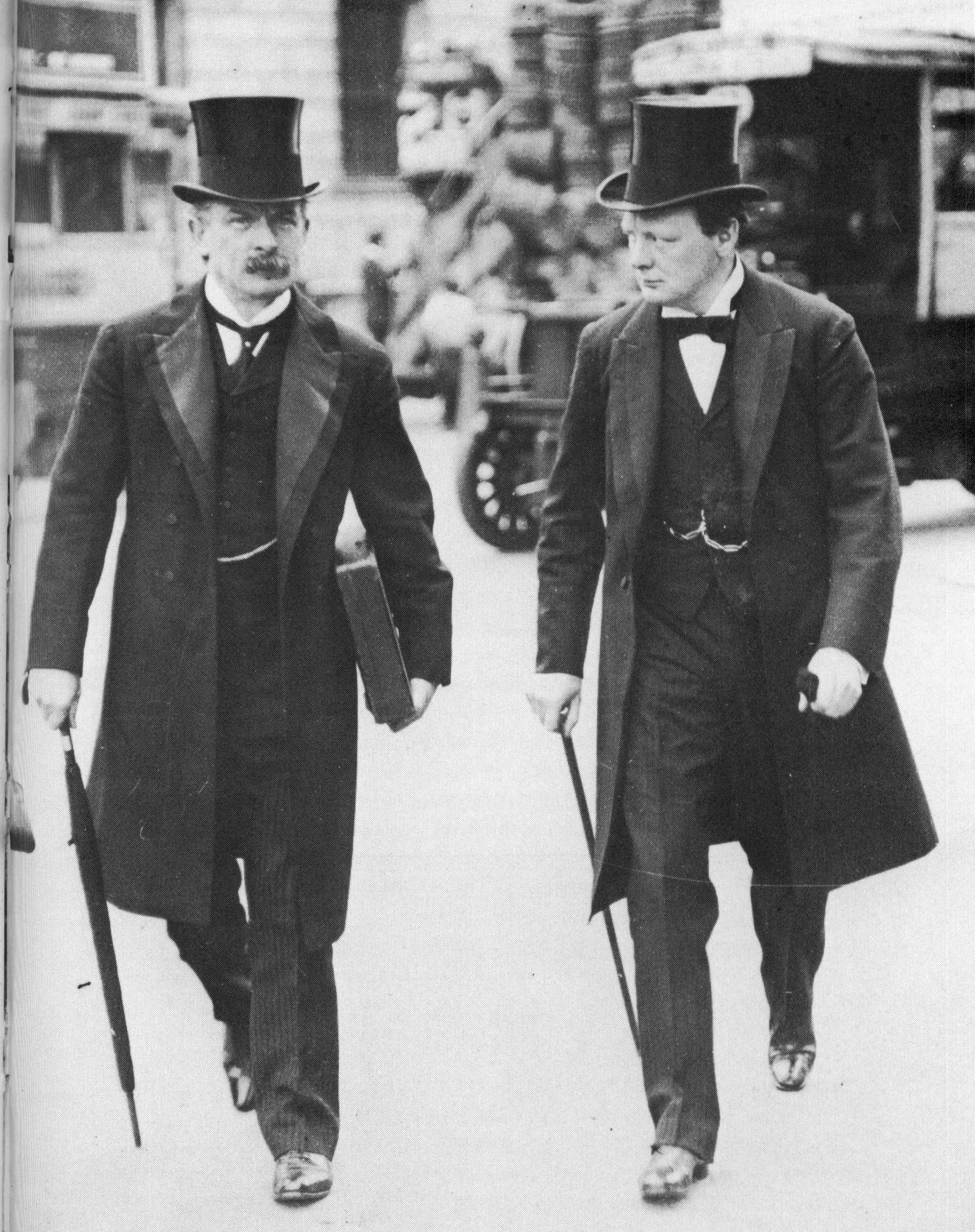
アスキス内閣の二大急進派閣僚ロイド・ジョージ（左）とチャーチル（右）

イギリスの国際的地位は1870年代以降、後発資本主義国の発展に押されて低下の一途をたどっていた。後発資本主義国の中でもとりわけイギリスに急追していたのがドイツ帝国だった。ドイツ資本主義の急速な発展を背景にドイツ皇帝ヴィルヘルム2世は1890年代後半から「世界政策（Weltpolitik）」を掲げて海軍力を増強して帝国主義外交に乗り出し、世界中でイギリス資本主義を脅かすようになった。これに対抗したイギリスの海軍増強は保守党政権時代に開始されたが、キャンベル＝バナマン内閣は保守党の海軍増強計画を若干縮小し、海軍の小増強（大型軍艦3艦建艦）を目指した。しかし1908年2月にドイツ帝国議会で海軍法修正法が可決し、ドイツ海軍は毎年弩級戦艦を3艦、巡洋艦を1艦ずつ建艦して1917年までに弩級戦艦と大型巡洋艦合わせて58艦の保有を目指すことになった。これを受けてイギリスでも野党保守党やイギリス海軍軍部を中心に海軍増強が叫ばれるようになった。
こうした中で発足したアスキス内閣は、発足後ただちに自由帝国主義派と急進派に分裂し、海軍増強論争が起こった。海軍大臣レジナルド・マッケナや外務大臣エドワード・グレイら自由帝国主義閣僚は最低でも弩級戦艦4艦、情勢次第では最大6艦の建艦を主張した。これに対してロイド・ジョージやチャーチルら急進派閣僚は海軍増強より社会保障の財源確保を優先させるべきと主張した。
1908年8月にドイツの国民保険制度を視察するため訪独したロイド・ジョージは、ドイツ内務大臣テオバルト・フォン・ベートマン・ホルヴェークと会見したが、彼から「イギリスは我々を包囲しようとしている」「あらゆるプロイセン人は死ぬまで祖国を守る」と釘を刺されたうえ、市井でもドイツ国民の愛国心の高揚ぶりを目撃することになった。これを警戒したロイド・ジョージは4艦の弩級戦艦の建艦を認めるに至り、閣内対立は一時収束した。

しかし1909年1月から2月の閣議でマッケナ海軍大臣ら自由帝国主義派閣僚が6艦の建艦を要求し、4艦の建艦に止めようとするロイド・ジョージやチャーチルら急進派閣僚と再び対立を深め、海軍増強論争が再燃した。ロイド・ジョージとチャーチルは「もし4艦以上建艦するつもりなら、辞職する」とアスキス首相を脅迫した。結局アスキス首相は1909年2月24日の閣議で折衷案をとり、1909年の財政年度にまず4艦、情勢次第で1910年にはさらに4艦の弩級戦艦を建艦するとした。これにより自由帝国主義派と急進派の双方に一定の満足を与え、この時も閣内対立を収束させることができた。

#### 「人民予算」

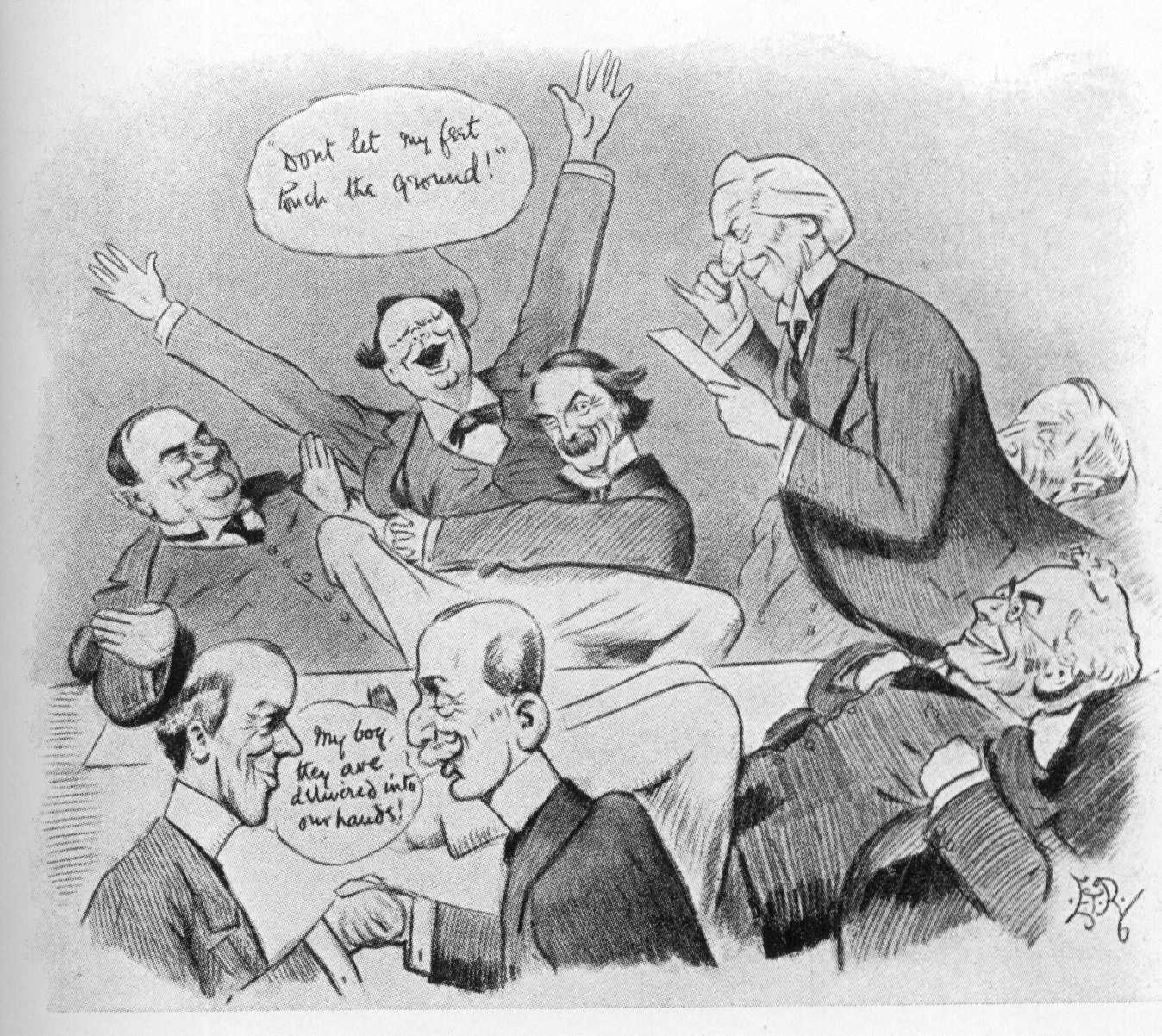
1909年のパンチ誌の風刺画。人民予算が貴族院で否決された際のアスキス内閣の「悲しみ」を風刺している。飛び上がって喜ぶチャーチルを持ちあげる人物がロイド・ジョージ。

大蔵大臣ロイド・ジョージは1909年4月に「貧困と悲惨を根絶するための戦争の戦費」と称して「人民予算」を議会に提出した。この予算はドイツとの建艦競争や老齢年金などの社会保障費によって財政支出が膨大になったため、財政の均衡を図るために提出されたものだった。人民予算には所得税率の引き上げと累進課税性の強化、相続税の引き上げ、そして土地課税制度導入が盛り込まれていた。
この予算はイギリス政界や世論を二分した。ロイド・ジョージの片腕であるチャーチルが「予算賛成同盟（Budget League）」を結成したのに対抗して保守党のウォルター・ロングらは「予算反対同盟」を結成した。両組織とも激しい大衆取り込み・動員を行った。一方ロイド・ジョージはロスチャイルド卿が人民予算反対運動の黒幕と見て、彼を激しく個人攻撃した。
人民予算は庶民院を通過したものの、貴族院からは「社会主義予算」「アカの予算」と徹底的な攻撃を受けた。とりわけ土地課税は地主貴族たちを刺激し、「土地の国有化を狙うもの」という批判が噴出した。自由党内のホイッグ派（土地貴族が多い）も保守党と声を合わせるようになったため、結局土地課税についてはロイド・ジョージ自身が骨抜き修正している。それにも関わらず、「人民予算」は1909年11月に庶民院の第三読会を通過した後、貴族院から激しい反発にあった。地主貴族たちはなおも土地の国有化につながる法案と信じていた。結局貴族院は11月30日に人民予算を賛成75、反対350という圧倒的大差でもって否決した。
これを受けてアスキス内閣は人民予算の承認と貴族院の権限縮小を求めて12月3日に議会を解散し、総選挙に打って出た。ロイド・ジョージはこの解散を喜んで「貴族階級というのはチーズに似ている。古ければ古いほど高くつく」と上機嫌に述べたという。この選挙戦は事実上ロイド・ジョージが指揮をとったが、彼は予定されていた選挙スローガンの一つ「ウェールズにおける国教会の廃格」を取り下げさせている。非国教徒主義はもはや票にならないという判断だったという。論点は「人民予算」と「貴族院権限縮小」に集中させた。貴族院権限縮小の訴えには国民はほとんど無関心だったが、人民予算についてはイングランド北部工業地帯やスコットランドで支持が広がった。しかし保守党の海軍増強の訴えの方がより幅広く支持を広げた。ロイド・ジョージはイギリスの海軍力はドイツのそれをはるかに凌駕しているとして海軍増強論に慎重姿勢を示したが、これは有権者からかなりの反発を招いた。
そのため1910年1月に行われた解散総選挙は接戦となり、自由党は275議席、保守党は273議席、アイルランド国民党は82議席、労働党は40議席を獲得した。大勝した前回選挙と比べると自由党は104議席を喪失した。この選挙結果によりアスキス内閣は海軍増強路線に舵を切るようになり、またロイド・ジョージら急進派閣僚も自由帝国主義化を強めていくことになる。
しかし自由党はアイルランド自治法案提出を公約に掲げていたのでアイルランド国民党から人民予算支持を取り付けることができ、また労働党も人民予算を支持する立場を表明した。そのため人民予算は1910年4月20日に再提出され、庶民院を可決後、貴族院の権限縮小を盛り込んだ議会法案も議会に提出することで貴族院を牽制しながら貴族院を無投票で通過させることに成功した。4月28日に国王エドワード7世の裁可を得て成立した。

#### 議会法をめぐって
議会法案をめぐって自由党政権と保守党が緊迫する中の1910年5月6日にエドワード7世が崩御し、ジョージ5世が即位した。政界に「新王をいきなり政治危機に晒してはならない」という融和ムードが広まり、両党の会合が持たれた。この際にロイド・ジョージは保守党に連立内閣を提唱したが、保守党議員にはロイド・ジョージを急進派として疎む者が多く、またアイルランド自治法案への反発も根強かったためうまくいかなかった。結局1910年11月までには両党の交渉は決裂に終わった。
この決裂で議会法制定を目指すことにしたアスキス首相は、ジョージ5世から「総選挙を行って勝利した場合には貴族院改革法案に賛成する新貴族議員を大量に任命する」という確約を得て、11月26日にもこの年二度目の解散総選挙に打って出た。ロイド・ジョージの提案により自由党はこの選挙で「貴族が統治するか、民衆が統治するか」を選挙スローガンに掲げることになった。国民は貴族院改革にはほとんど無関心だったのだが、貴族院改革はアイルランド自治法案可決につながるためアイルランド自治派の有権者を惹きつけることには成功した。12月の総選挙の結果は自由党272議席、保守党272議席、アイルランド国民党84議席、労働党42議席と前回総選挙とほとんど変わらないものだった。
しかしアスキス内閣は1911年2月21日の新議会で自党と友党アイルランド国民党があわせて過半数を制したので貴族院改革の国民のコンセンサスは得たと力説し、議会法案を再度議会に提出した。法案は5月15日に庶民院を通過し、5月23日に貴族院へ送付されたが、貴族院は断固否決の姿勢を示した。7月にはこのままでは法案可決は難しい情勢となった。ロイド・ジョージは7月18日にもバルフォアや保守党貴族院院内総務ランズダウン侯爵と会談し、王から新貴族任命の承諾を得ており、貴族院が議会法案を否決した場合、国王大権で法案に賛成する新貴族を任命することになるであろう旨を通達した。
これを知ったバルフォアやランズダウン侯爵はもはや抵抗不可能と判断して議会法を成立させるべきと考えたが、保守党内には政府の態度は脅迫に過ぎないとして貴族院権限縮小に反対し続ける者が多かった。貴族院保守党は分裂状態のまま8月10日の投票を迎え、一部保守党貴族院議員が賛成票を投じた結果、賛成131、反対114という僅差で議会法が可決成立した。

#### 国民保険法

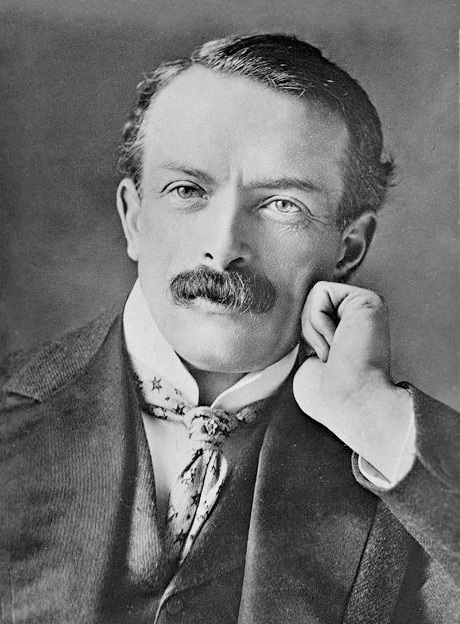
1911年のロイド・ジョージ。

議会法可決後、ロイド・ジョージの主導で国民保険法が制定された。
この法律は2部構成になっており、第1部は疾病に備えた健康保険制度を定めており、賃金労働者の多くを加入対象としていた（中産階級は民間保険の者が多い）。負担割合は被保険者が週4ペンス（女性は3ペンス）、雇用主が週3ペンス、国家が週2ペンスとなっており、それをちゃんと収めていれば、疾病の場合には男性被保険者には週10シリング、女性被保険者には週7シリング6ペンスが友愛組合や労働組合から支給されるという内容である。ロイド・ジョージは「この法律で賃金労働者は4ペンス払って9ペンスもらえる」と豪語したが、労働者にとって週4ペンスというのは決して安い額ではなかった。
この健康保険制度はドイツ帝国宰相ビスマルクが制定した疾病保険制度をモデルとした物であった。ロイド・ジョージは「ドイツの後塵を拝する水準であってはならないのは海軍力だけではない」と力説し、ドイツを越える疾病保険制度の導入の必要性を訴えた。ドイツの疾病保険制度と比べるとドイツのものが国家主導なのに対して、イギリスのものは国家と民間団体の協力の上に成り立っている観があった。これは権威主義と自由主義のお国柄の違いと考えられている。
第2部は建設や造船関係の業種の労働者を対象とした失業保険制度を定めていた。被保険者と雇用主が週2と2分の1ペンスを負担し、国が1と3分の1ペンスを負担した。
この国民保険法は福祉国家への第一歩を踏み出した法律であるが、その内容ははなはだ不十分であった。国民保険の本格的整備は第二次世界大戦後を待つことになる。

#### マルコニ事件

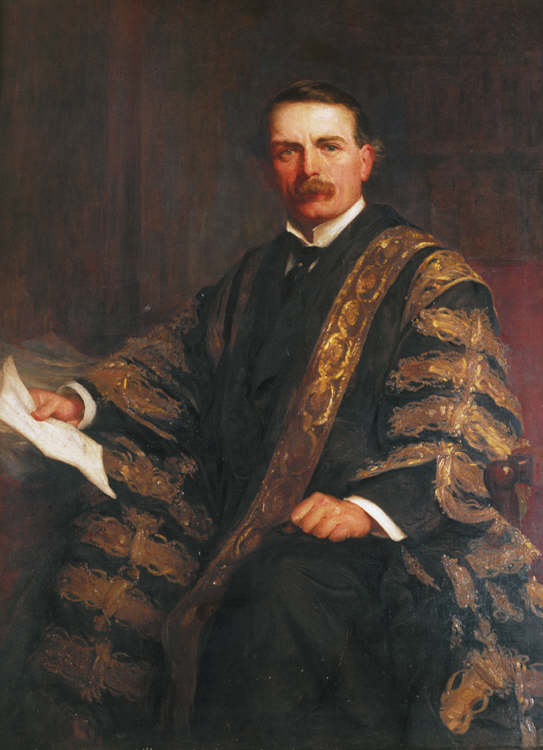
1911年に描かれたロイド・ジョージの肖像画（クリストファー・ウィリアムズ画）

1911年の帝国会議で大英帝国各地に無線中継地を設置して帝国無線通信網を整備することが決議された。郵政大臣ハーバート・サミュエルは帝国防衛委員会の小委員会である帝国無線通信委員会の「勧告に従って」、同年12月よりマルコニ社との交渉を開始した。翌1912年3月7日にマルコニ社はイギリス政府から帝国内の6か所に無線中継地を建設する工事の仮注文を受けた旨を社報で発表した。さらに7月19日に正式な契約が交わされた。
この契約でサミュエルと交渉していたマルコニ社側の担当は常務取締役ゴッドフリー・アイザックス（Godfrey Isaacs）だったが、彼はロイド・ジョージの側近である法務総裁ルーファス・アイザックスの弟だった。この関係のためにアイザックス兄弟とサミュエルの三人が結託してポールセン社の無線を不当に退けて、「質の悪い」マルコニ社の無線を優遇して採用したという噂が流れた（三人ともユダヤ人であったこともこの噂を助長した）。またこの間マルコニ社の株が上がり続けており、閣僚たちがインサイダー取引で儲けたという噂が広がり始めた。
夏休み明けの1912年10月11日から庶民院でマルコニ問題が取り上げられた。サミュエルは契約が進められていた当時マルコニ社の無線が最も優れていたことを説得力ある主張で訴えた。一方インサイダー取引疑惑についてはルーファス・アイザックスから否定した。ロイド・ジョージ自身ははっきりとは否定せず、ルーファスに任せて引っこんでいた。1913年2月、フランスの『ル・マタン』紙がサミュエルとアイザックス兄弟のインサイダー取引疑惑を報じたが、これに対してルーファスは事実無根として同紙を訴えた。裁判自体は『ル・マタン』側が非を認めて争わなかったことでルーファスの勝訴に終わったが、この裁判の際にルーファスは、アメリカ・マルコニ社の株を所有していること、その一部をロイド・ジョージに売ったこと、しかしアメリカ・マルコニ社はイギリス・マルコニ社とは全く無関係であること、またこの株について儲かるどころか損をしたことを証言した。
これは昨年10月11日の議会での発言と食い違っているように思われた。そのため庶民院のマルコニ契約特別委員会は、1913年3月から5月にかけてアイザックス兄弟やロイド・ジョージ、サミュエルらを証人喚問した。証人喚問でロイド・ジョージは「陛下の政府とアメリカ・マルコニ社の間にはアメリカ・マルコニ社の株価を上げるようないかなる契約も交渉もないのだから自分のアメリカ・マルコニ社への投資（彼は投機ではなく投資とした）については何の問題もない」と答弁した。
自由党議員が多数を占めるマルコニ特別委員会は6月11日に委員会案を決議して庶民院へ送付したが、そのなかでロイド・ジョージについて「アメリカ・マルコニ社とイギリス・マルコニ社の二社は無関係であると信じての株購入であり、責を問う必要はない」「ただ1912年10月11日の時点でちゃんと説明していたら、余計な誤解を受けずにすんだであろう」とした。だが野党保守党の委員ロバート・セシル卿はこの委員会案を認めず、「大蔵大臣の株購入は投資ではなく投機にあたる」「アメリカ・マルコニ社は間接的にだが、陛下の政府とイギリス・マルコニ社が結んだ契約に利害関係を持っている」という内容の独自の草案を作った。
これを受けて保守党は6月18日にもアメリカ・マルコニ社の株を購入した閣僚の行動を遺憾とする決議案を庶民院に提出した。事実上ロイド・ジョージとルーファス・アイザックスに対する不信任決議案であった。これに対してロイド・ジョージもルーファスもこれまでの主張を繰り返し、汚職行為ではない旨の答弁を行った。保守党と自由党の睨みあいが続く中、アスキス首相は「閣僚たちの行動は軽率だった」という言葉を盛り込んだ修正案を提出することで保守党と妥協を図ろうかとも考えたが、ロイド・ジョージが辞表を提出するほど強く反対したため、結局閣僚の非を一切認めない修正案を提出することに決めた。
保守党決議案は否決され、自由党の修正案が可決成立した。こうしてロイド・ジョージは失脚を免れたが、弱者・労働者の味方としてのイメージダウンは避けられなかった。ロイド・ジョージの演説中にアスキス首相は他の閣僚に「天使の羽も少し切り取られた格好だね」と呟いたという。しかしロイド・ジョージの第一次世界大戦での国家への貢献を考える時、歴史家の多くは「ロイド・ジョージの政治生命をマルコニ事件で絶たなかったことは、イギリスにとって幸運なことであった」と論評している。

#### 内乱の危機の回避
第一次世界大戦の前夜、イギリス国内は内乱の危機に陥っていた。
1911年6月にはイギリス各港で海運労働者の大規模ストライキが勃発し、各港は海運機能が麻痺した。一時下火になるも8月には鉄道労働者が海運労働者と連携したストライキを起こしたことで再び盛り上がった。これに対してチャーチル内務大臣は徹底弾圧をもって臨み、各地に鎮圧軍を派遣したため、ロンドン、リヴァプール、ラネリーなどでは多数の労働者が軍隊の発砲で死傷する事態となり、イギリスは混乱の極致に陥った。事態を危惧したロイド・ジョージは、経営者たちのところを回ってドイツとの戦争が不可避かつ間近であると説得し、経営者たちに労働者に対して融和的態度を取らせたことでストライキを収束に向かわせた。しかし1912年以降もストライキが発生し、大戦直前時のイギリスは革命前夜の空気さえ漂っていた。
またもう一つの内乱の危機がアイルランド問題だった。1912年から1914年にかけてアイルランド自治法をめぐって議会が紛糾する中、アイルランド北部アルスターのプロテスタントや保守党員たちは「アルスター義勇軍」を結成し、アイルランド自治にアルスターが含まれることに抵抗した。これに対抗してカトリックが大多数を占める南アイルランドも「アイルランド義勇軍」を結成した。この両軍が睨みあう状態となり、アイルランドは内戦寸前の状態に陥った。内乱を恐れたロイド・ジョージは、アルスターを5年か6年間自治の対象から除外し、その後アイルランドに加えるという妥協案を作成し、アスキス首相がこれをアイルランド国民党と保守党に提案したが、両党とも拒否した。
アイルランド自治法案は1914年5月26日に庶民院を可決した。3度目だったので議会法に基づき、貴族院の賛否を問わず同法案は可決されることになった。内乱を回避するためアスキス首相が再びロイド・ジョージの妥協案を両党に提案したが、その交渉中に第一次世界大戦が勃発し、保守党党首アンドルー・ボナー・ローとの交渉の結果、アイルランド自治法案は棚上げすることになった。内乱の危機は世界大戦のおかげで回避された格好であった。

#### 第一次世界大戦の勃発と緒戦をめぐって
1914年6月のサラエボ事件を機に7月終わりから8月初めにかけてドイツ帝国、オーストリア＝ハンガリー帝国対ロシア帝国、フランス共和国の第一次世界大戦が勃発した。イギリスはロシアともフランスとも正式な軍事同盟は結んでいなかったので参戦義務はなく、閣内でも参戦すべきか否か意見が分かれた。ロイド・ジョージは当初参戦に反対していた。
しかし8月2日にドイツ軍がベルギーの中立を犯して同国に侵攻を計画していることが判明し、これを機にロイド・ジョージも参戦派に転じたことで、アスキス内閣は対独参戦を決定した。転向の理由についてロイド・ジョージはベルギーを救援する必要性をあげたが、実際にはイギリスの命運はフランスと切り離せないし、このような大事な問題で内閣を分裂させるわけにはいかないという考えが大きかったという。参戦反対派の枢密院議長ブラックバーン子爵によればロイド・ジョージの転向はチャーチルの影響であったという。
ロイド・ジョージは大蔵官僚の「これまでの戦争は全て戦費の半分を課税で賄ってきた」という説得を受け入れず、借入金を中心にして政府の需要増大分を賄った（むろん税率の上昇も行ったが）。主な借入先は銀行であり、イングランド銀行からも借り入れを行った結果、通貨インフレが発生した。1914年に流通券という金に支えられていない新通貨を政府が発行したこともそれを加速させた。1915年3月には労働組合指導者と交渉し、軍需産業の利潤を抑えることを条件に半熟練労働者や婦人労働者を利用することを認めさせた。
一方作戦面では、西部戦線が膠着し、消耗戦の様相を呈する中の1915年1月1日に「西部戦線で犠牲の多い戦闘を続けるより派遣軍をフランスからバルカン半島へ移し、対オーストリア作戦を開始すべき」という内容の覚書を内閣に提出した。陸軍大臣キッチナー伯爵元帥や海外派遣軍司令官ジョン・フレンチ元帥ら軍部が強硬に反対したため、この時には沙汰やみとなったが、以降アスキス内閣は東部戦線を重視する東方派と西部戦線を重視する西方派に分裂していった。
ロイド・ジョージと同じく東方派だった海軍大臣チャーチルの主導で1915年3月からガリポリの戦いが開始されたが、失敗に終わった。西部戦線も3月から5月にかけての攻勢が弾薬不足で失敗した。開戦以来の挙国一致ムードで議会における政党間争いは一時休戦という形になっていたが、1914年秋から1915年春にかけて自由党・保守党の関係は冷え込んでいった。とりわけ1915年3月から4月頃にロイド・ジョージが酒類製造業者の国家買い上げを計画したことに保守党は強く反発していた。そういう中で上記の作戦上の大失敗があったため、保守党党首ボナー・ローも党内の政権への不満を抑えがたくなっていった。

### アスキス挙国一致内閣の軍需大臣

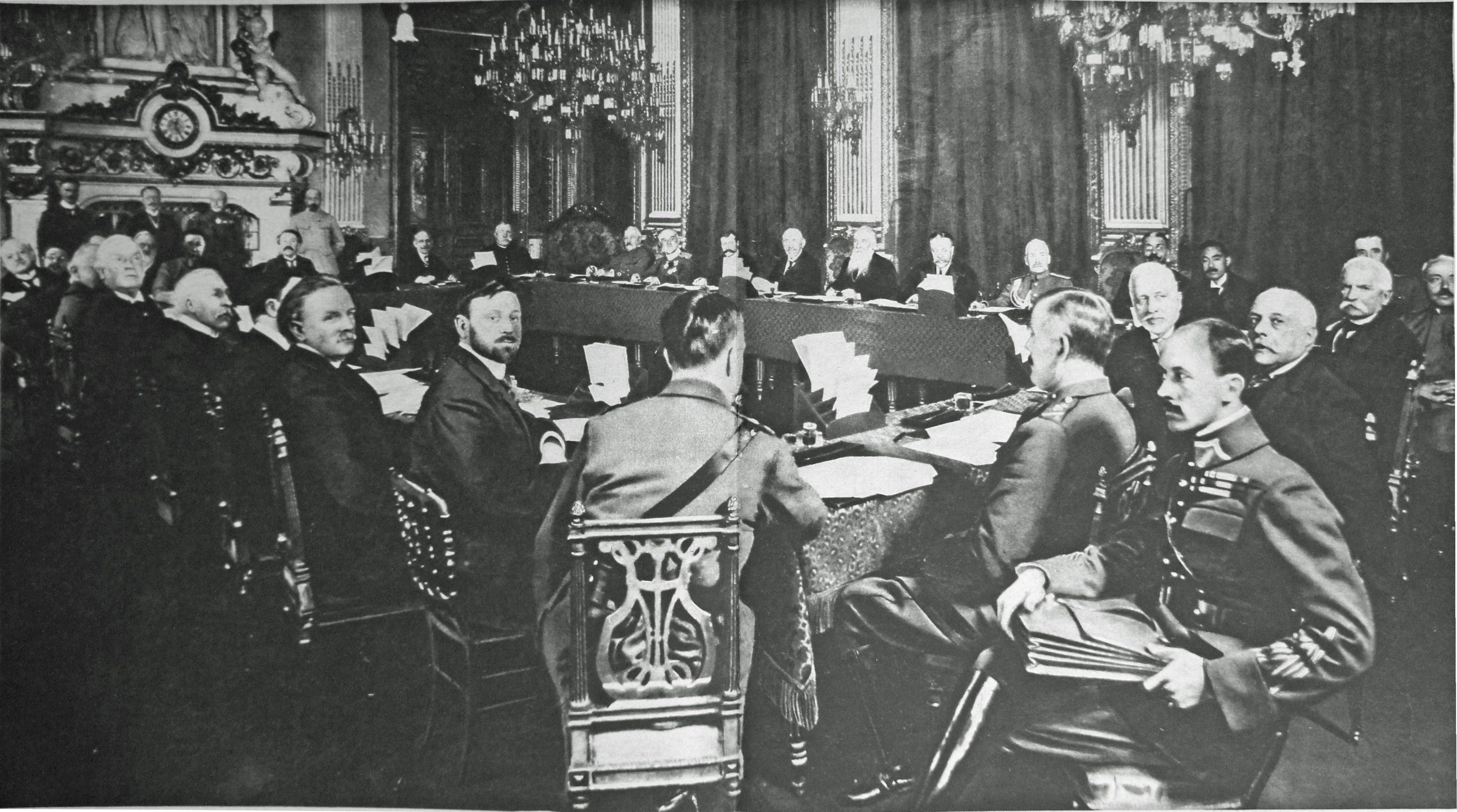
1916年3月の連合国会議に出席したロイド・ジョージ英軍需大臣（中央後ろ向きの英陸相キッチナー伯爵元帥から左に二人目）。

1915年5月にアスキス首相とロイド・ジョージ蔵相と保守党党首ボナー・ローの交渉が行われ、自由党と保守党の大連立による挙国一致内閣を成立させる運びとなった。この交渉により保守党からの評判が悪いロイド・ジョージは蔵相を離れて、新設される軍需大臣に転任することになった。軍需省は軍需に関する権能を陸軍大臣キッチナーから奪う形で新設された省庁だった。
軍需大臣ロイド・ジョージは役人よりも民間の企業家を積極的に登用し、軍需産業への国の介入を強化して軍需品価格の統制を行った。軍需産業がかつて生産したことのない物を生産できるよう、また大量生産方式を導入できるよう逐次援助を行った。さらに国立砲弾製造工場も増やしていった。
大戦二年目になると戦死者の増大で兵員が枯渇した。イギリスでは伝統的に徴兵制は避けられてきたが、ロイド・ジョージはチャーチルや保守党閣僚たちとともに徴兵制導入を盛んに訴え、反対派の自由党閣僚を辞任に追いこみ、また慎重派のアスキス首相に重い腰を上げさせて、1916年5月に実現にこぎつけた。この徴兵制論争をきっかけにロイド・ジョージと保守党の関係は親密化した。
一方作戦面では軍部がロイド・ジョージやチャーチルのような議会政治家が作戦指導に口を出してくることをますます疎ましく思うようになっていた。とりわけロイド・ジョージは現役軍人閣僚である陸軍大臣キッチナー伯爵元帥と激しく対立し、彼のことを「考え方が古い」「軍事情報を閣議で隠す」と批判した。キッチナーの方も議会政治家は機密を平気で自分の妻に話し、その妻が主婦仲間に広めていくと批判していた。二人の方針をめぐる対立も激しかった。ロイド・ジョージはチャーチルが海軍大臣時代に目を付けた「戦車」に注目し、その大量生産を目指したのに対し、キッチナーは戦車を「おもちゃ」と呼んで一蹴していた。またギリシャ・サロニカに上陸していたイギリス軍をめぐる問題でも、ロイド・ジョージが親独的中立派のギリシャ王コンスタンティノス1世を恫喝してでもサロニカの兵力を増強し、バルカン半島を固めるべきと訴えたのに対し、キッチナーはギリシャを訪問してギリシャ王の引見を受けていたため、彼の意を汲んでサロニカから撤退すべきと主張した。サロニカ論争はキッチナーが譲歩することで解決したものの、軍部と議会政治家の亀裂は深まっていく一方だった。ちなみに国王ジョージ5世や保守党、マスコミも議会政治家が軍事作戦に介入することには否定的だった。
1916年5月31日のユトランド海戦後、ロイド・ジョージはキッチナーを更迭しないなら辞職するとアスキス首相に申し出た。アスキスも議会政治家をないがしろにするキッチナーを快く思っていなかったが、キッチナーの国民人気は高く、簡単に切るわけにはいかなかった。そのためアスキスは折衷策としてキッチナーを使節として同盟国ロシアに派遣してロンドンを空けさせることにした。キッチナーはその道中の6月5日にオークニー諸島沖で乗船とともに沈んだ。機雷にかかったと言われるが、巷にはロイド・ジョージによる暗殺という噂が流れたという。

### アスキス挙国一致内閣の陸軍大臣

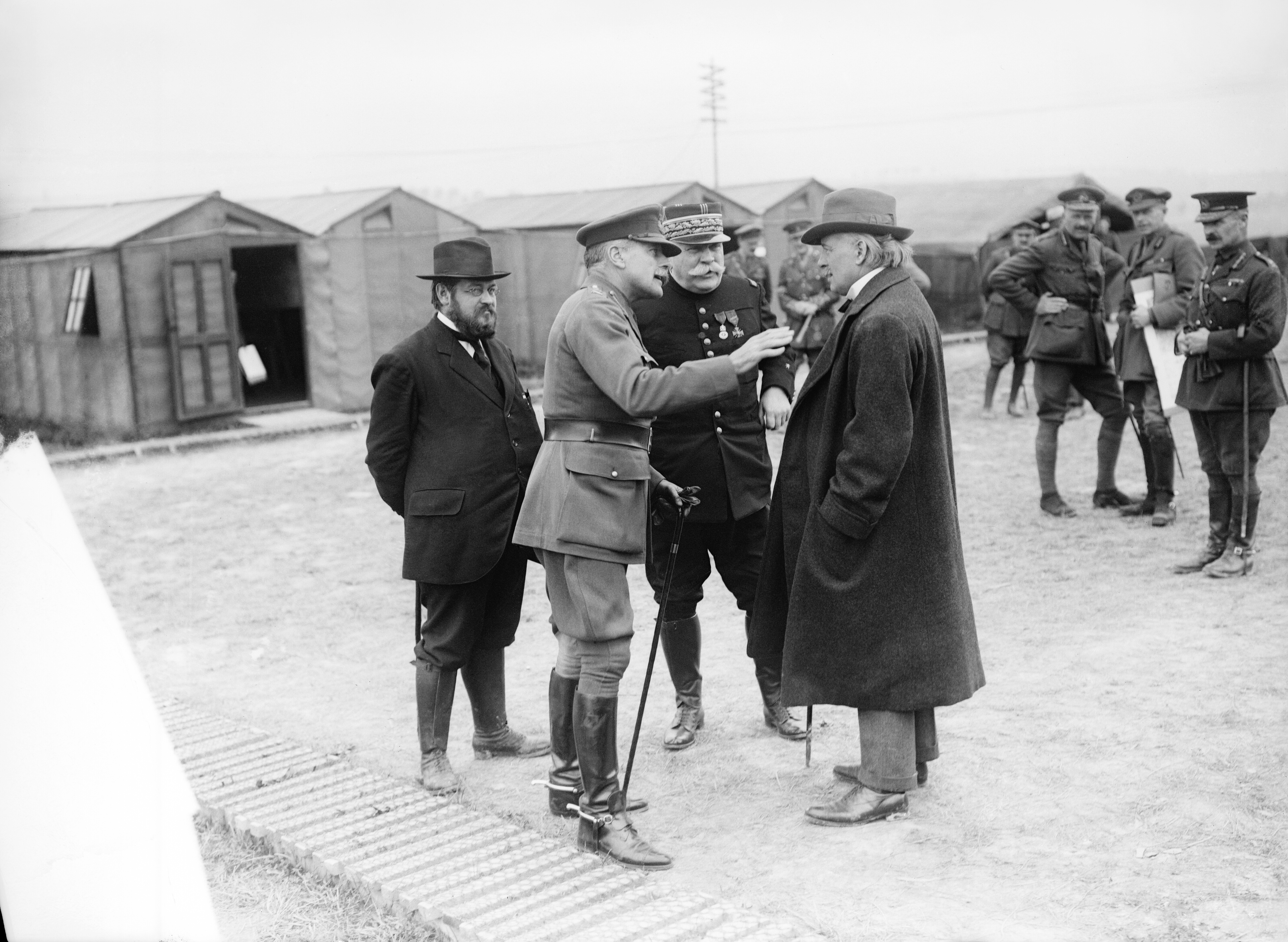
1916年9月12日、フランス・メオルト。中央の4人のうち左から仏副陸軍大臣アルベール・トーマ、英海外派遣軍司令官ダグラス・ヘイグ大将、仏陸軍総司令官ジョゼフ・ジョフル大将、英陸相ロイド・ジョージ。

1916年6月28日、キッチナーの後任としてロイド・ジョージが陸軍大臣に就任した。しかし軍の作戦指導に関する権限の多くは、前陸軍大臣キッチナーと帝国参謀総長ウィリアム・ロバートソン中将の協定により帝国参謀本部が握っており、陸軍大臣の権限は弱かった。ロイド・ジョージは陸軍大臣の権限を強化しようと努めたが、そういう画策は国王ジョージ5世や軍部の不興を買うだけだった。
西部戦線では7月から11月にかけてソンムの戦いが発生し、イギリス軍は40万人もの死傷者を出した。この悲惨な戦いにアスキスへの不満の声は高まった。この間の10月にロイド・ジョージは戦況打開のため東部戦線に力を入れることを考え、英仏伊連合軍でソフィアに進軍してルーマニア王国を助ける作戦を提案したが、帝国参謀総長ロバートソンによって退けられた。
ロイド・ジョージはあまりに犠牲者が多い戦況や軍部が議会政治家の言うことをますます聞かなくなっている状況に焦燥しており、11月になると強力な戦争指導を行える新政府が必要との認識を強めた。すでに軍事委員会という少数の閣僚による戦争指導機関が設置されていたが、ロイド・ジョージは委員長アスキスが優柔不断なためにこの委員会がうまく機能していないと考えていた。そのためアスキスを含まない3人ぐらいの極少人数の閣僚から構成される軍事委員会を作り直し、そこに独裁権を与えるべきと考えるようになった。
これをアスキス首相に認めさせるためには保守党庶民院院内総務（実質的党首）のボナー・ローの支持が必要だった。ボナー・ローの秘書であるマックス・アトキン（後のビーバーブルック卿）を仲介役にして秘密裏に話を進めていった。11月25日にボナ・ローからアスキス首相に軍事委員会創設計画の原案が提出され、12月1日にはロイド・ジョージからもその計画の覚書がアスキスに提出された。
アスキスは少数の軍事委員会構想には賛成したが、その委員長は首相である自分がなるべきと主張した。ロイド・ジョージはそれを拒否し、12月5日に辞職を表明した。ロイド・ジョージなくして政権運営は困難と考えられていたので、保守党閣僚はロイド・ジョージに不信感を持っている「3C」（オースティン・チェンバレン、ロバート・セシル卿、カーゾン侯爵）さえもアスキスに妥協を求めた。保守党全閣僚が辞職を申し出た結果、アスキス内閣は総辞職した。

### ロイド・ジョージ内閣

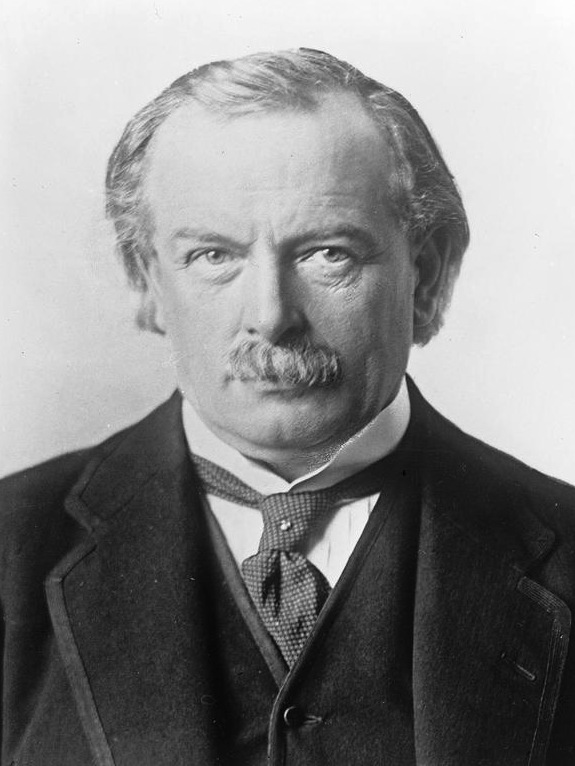
1916年のロイド・ジョージ

1916年12月6日午前9時半に保守党党首ボナー・ローが組閣の大命を受けたが、彼は組閣にはアスキスとロイド・ジョージの協力が不可欠である旨を上奏し、御前を退下して早速二人に相談した。ロイド・ジョージは「私は首相になりたいのではない。アスキスの優柔不断を一掃したかったのだ。軍事委員会の委員長にさえしてもらえれば私は十分だ。喜んで貴方の下で働く」と述べて協力を約束したが、アスキスの方は「誰か中立的な立場の者が首相になるのでない限り、協力しない」と返答し、ロイド・ジョージを支持する限りボナー・ローにも協力できない旨を表明した。またバルフォアに組閣させるという妥協案への協力も拒否した。
午後3時から各党代表による御前会議が開催されたが、アスキスはこの席上でもロイド・ジョージへの協力もボナー・ローへの協力も明言せず、御前会議後には次期内閣への協力を拒否する旨を正式に表明した。これによりアスキスの協力を組閣の前提としていたボナー・ローは大命を拝辞したので、午後7時にロイド・ジョージに組閣の大命が下った。

グレイ外相やサイモン内相など自由党閣僚は全員アスキスを支持し、ロイド・ジョージ内閣への協力を拒否して辞職した。しかしロイド・ジョージはボナー・ローとバルフォアの支持を取りつけることには成功したため、保守党の大半の協力は得られる形勢となった。組閣の目途が立つと自由党議員からもロイド・ジョージ支持に転じる者が増えていった（自由党議員たちはロイド・ジョージが組閣に失敗すると見ていたためアスキスに付く者が多かった）。結局、自由党議員260名のうち136名ほどがロイド・ジョージ内閣支持を表明した。以降自由党はアスキス派とロイド・ジョージ派に分裂することとなった。労働党も分裂し、党首ヘンダーソンらはロイド・ジョージに協力したが、マクドナルドらは協力を拒否した。

#### 総力戦体制の構築

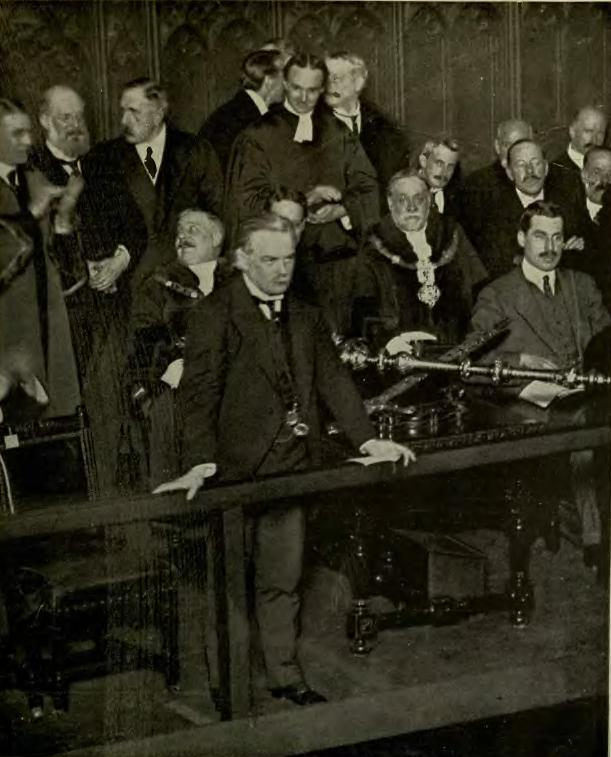
1917年、ギルドホールで戦時国債を要求するロイド・ジョージ。

保守党を中心に支持されるロイド・ジョージ内閣は、対独強硬姿勢を崩さなかった。「いかなる領土も要求しないが、ドイツ軍国主義を打倒する」という大義名分はロイド・ジョージをして「侵略に対する懲罰」「ドイツの民主主義の推進」に固執させ、ドイツとの和平交渉を進めることを一段と困難にした。
ロイド・ジョージは、5人から7人という少人数の閣僚から成る戦争内閣を中心とした強力な戦争指導体制を目指した。首相が兼ねるのが通例である庶民院院内総務もボナー・ローに任せることで議会への出席回数を減らし、戦争指導に集中できる環境を作った。食糧省を新設することで、これまで国家の統制外だった食料を統制下におき、配給制にすることで戦時の食料不足に対応した。また船舶省を新設し、商船や造船に対する国家の介入を強めた。
小麦の70パーセントを国外からの輸入に頼っていたイギリスは、1916年秋から開始されたドイツ海軍の潜水艦Uボートによる無制限潜水艦作戦に苦しめられており、わずか2か月間で160万トンの商船を喪失するなど潜水艦による被害が深刻化した。これに関してロイド・ジョージは1917年4月にも海軍省ヘ乗り込んで海軍軍部を叱責し、これまで海軍が渋っていた護衛船団方式を採用させた。海軍がこれまで商船を船団にして護衛するのを嫌がっていたのは、大船団は狙われやすいうえ、商船に隊列を維持する能力はないと思われていたからだった。だがそれは杞憂にすぎず、護衛船団方式に切り替えた結果、撃沈される商船数は激減した。その後、ロイド・ジョージは消極的な第一海軍卿ジョン・ジェリコー大将に不満を持ち、腹心のエリック・ゲッデス海軍大臣にジェリコーを更迭させた。
他方、ロイド・ジョージはなるべく輸入に頼らなくて済むよう国内生産の増大も目指し、1917年には穀物生産法を制定して小麦やじゃがいもの最低価格を6年間保証した。さらに農業局に強制権限を与えることで農地の有効活用を図った。

チャーチルを軍需大臣に任じて塹壕を突破できる戦車の開発を急いだが、軍部との対立は依然として続いた。とりわけ英海外派遣軍司令官ダグラス・ヘイグ大将との確執は深まった。ヘイグは国王侍従武官だった人物で国王ジョージ5世の寵愛を盾に政府の決定に逆らい続けた。ロイド・ジョージの見るところ、ヘイグは古い騎兵至上主義であり、戦車の有用性を認めない頑迷な人物だった。他方ヘイグから見れば、ロイド・ジョージは東部戦線増強論で兵力を分散させ、西部戦線を膠着状態に追い込んだ元凶であった。ジョージ5世が常にヘイグを支持したこともあって、二人の争いは「国王陛下の軍隊VS政府」の様相を呈するようになった。

#### ロシアの脱落と干渉戦争

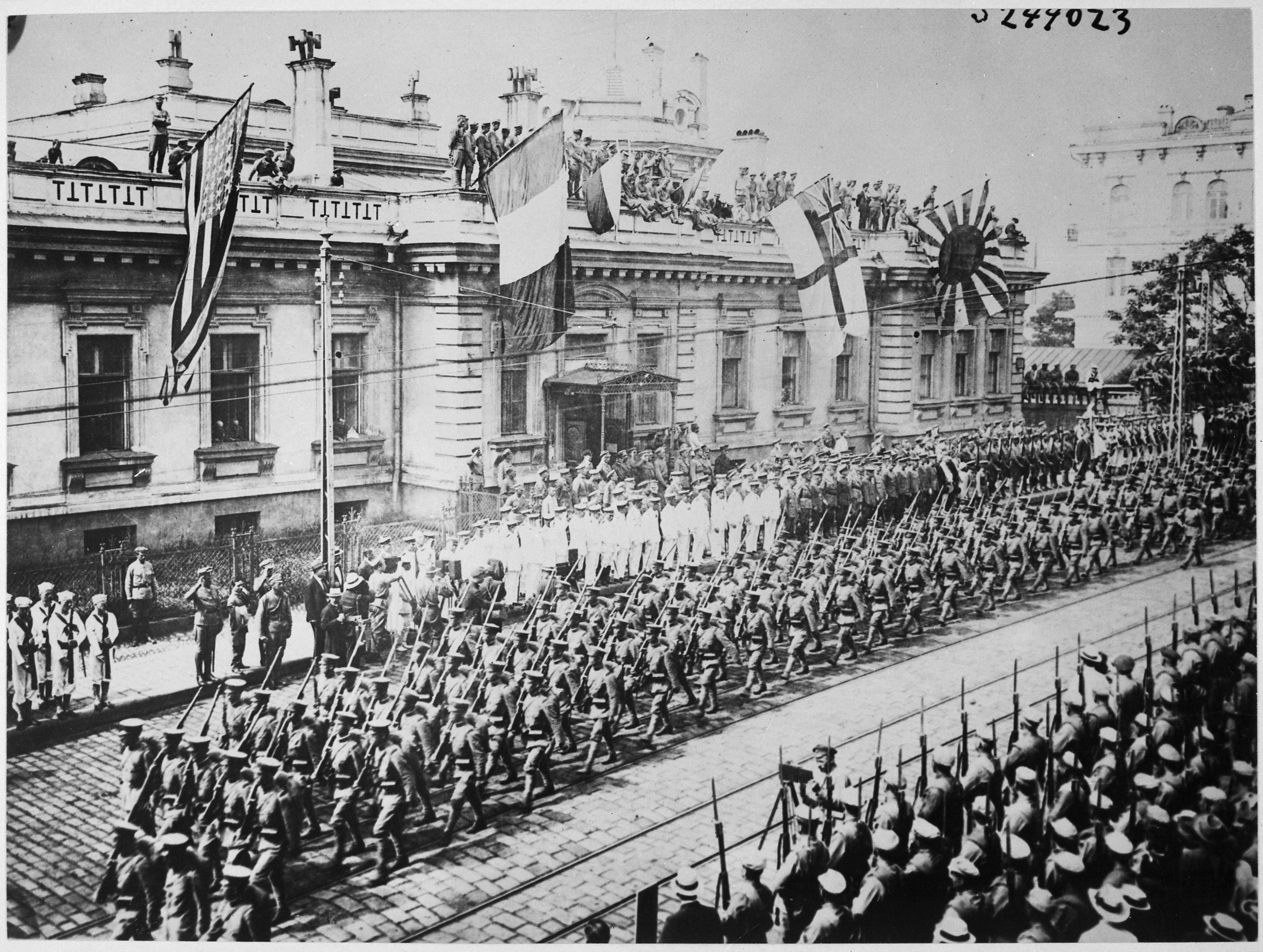
1918年9月、ウラジオストクを行進する連合軍。

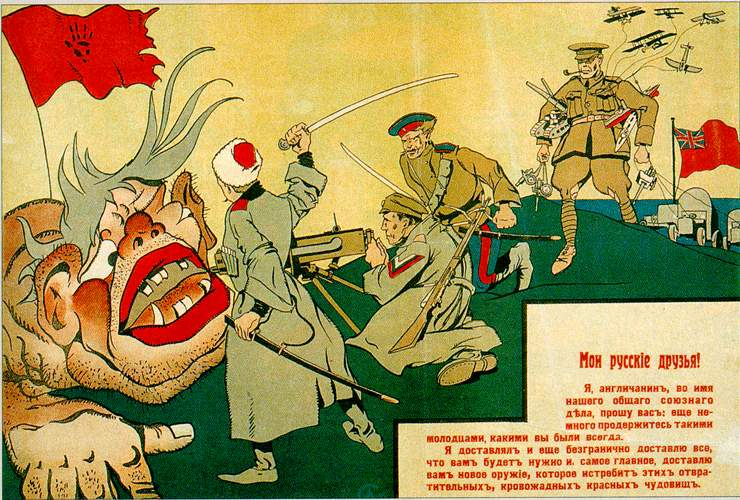
「赤の化け物」との戦いを支援することをロシア人に訴えるイギリスのポスター。

1917年3月、厭戦気分が高まるロシア帝国でロシア革命が発生し、ロマノフ朝の帝政が倒れた。ゲオルギー・リヴォフ（後アレクサンドル・ケレンスキー）を首班とする臨時政府は戦争を継続したものの、ソビエトが要求する「無併合・無賠償」をスローガンにするようになり、暗に英仏の領土欲と賠償金欲を批判した。この影響でイギリス国内でも自由党や労働党内の反戦派の活動が活気づいた。
ロイド・ジョージはアメリカのウッドロウ・ウィルソン大統領にならってロシアの臨時政権を承認した。しかし臨時政府の戦争離脱志向を警戒し、5月には労働党党首ヘンダーソンをイギリス代表としてロシアへ派遣し、独断で休戦しないようロシア政府を説得しようとしたが、ヘンダーソンは逆に説得されてしまい、ロシア政府の提唱するストックホルムでの社会主義政党の会議に労働党を出席させることを約束して帰ってきた。ロイド・ジョージ自身はストックホルムの会議に前向きであったものの、強硬派の保守党から支持を失うような行動をとるわけにはいかないし、またフランス政府からも反対されたため、結局ヘンダーソンの提案を却下するしかなかった。これによりヘンダーソンは辞職し、代わりに労働党からジョージ・ニコル・バーンズが入閣したが、これをきっかけにイギリス労働運動は挙国一致内閣から離れていくことになる。
1917年11月にはロシアでボルシェヴィキの革命が発生し、ウラジーミル・レーニンの政権が誕生したが、ロイド・ジョージは反戦を掲げるボルシェヴィキ体制の承認は拒否した。12月にボルシェヴィキ政府は独断でドイツ帝国と休戦交渉に入った。ロイド・ジョージもアメリカ大統領ウィルソンもロシアの戦争脱落を防ぐための演説を盛んに行い、ウィルソンはその中で十四か条の平和原則を発表したが、ボルシェヴィキ政権はこれらを無視した。ドイツとボルシェヴィキの和平交渉は一時決裂するも、ドイツ軍の再攻撃を受けてボルシェヴィキ側が全面譲歩を受けいれたことで、1918年2月にブレスト＝リトフスク条約が成立し、ロシアは戦争から離脱した。
ロイド・ジョージはボルシェヴィキ体制から波及してくる反戦・親独・親墺・親トルコの波を危険視し、ロシア革命に干渉する必要性を痛感した。1918年1月の閣議で同盟国日本にウラジオストク方面のシベリア鉄道を抑えさせることを閣議決定した。しかしアメリカは日本にウラジオストクへの派兵を許せば、極東における日本の覇権が確固たるものになるとして難色を示した。結局イギリスは3月にムルマンスクに少人数の自軍部隊を上陸させることになった。
5月に反墺的なチェコ軍団の兵士たちがシベリアで反乱を起こした。これに影響されてロシア国内の反革命勢力も伸長した。好機と見たロイド・ジョージは、アメリカや日本とともにチェコ軍団援護のための干渉戦争を開始することを決定した。8月に英米軍はアルハンゲリスクに上陸し、日本軍はウラジオストクに上陸した。しかし10月頃から休戦の噂が広まったことやチェコ軍団が崩壊したことで、英米日三国とも出兵の大義名分やメリットがなくなっていった。
11月に大戦が終結するとロイド・ジョージは干渉戦争から撤退することを希望するようになり、アメリカのウィルソン大統領と協力して関係主要国及びロシア各勢力を招いた講和会議を提唱したが、白軍の反対により流産した。イギリス国内でも陸軍大臣チャーチルや保守党がボルシェヴィキとの妥協に反対し、干渉戦争の続行を主張した。保守党に離反されては政権を維持できないロイド・ジョージは、干渉戦争続行を黙認するよりほかなかった。またロイド・ジョージはパリ講和会議への出席のため長期間ロンドンを留守にしなければならなかったのでその間チャーチルは意のままに干渉戦争をやることができた。しかしイギリス兵の厭戦気分は高まっており、直接の増兵は難しかったため、チャーチルにできたことは金銭支援が主だった。チャーチルの主導の下イギリス政府が白軍に対して行った金銭支援は1億ポンドにも及ぶ。
1919年秋のアントーン・デニーキンの最初の敗北を好機としてロイド・ジョージは「果てしない内戦にかくも高価な干渉を行う財政的余裕はない」として干渉戦争からの撤兵を宣言した。これに対してチャーチルは閣議で「政府にはロシア政策がない」と不満を漏らしたが、ロイド・ジョージは「政府のロシア政策は貴下が閣議に採択させた悪い政策の結果から逃れることである」と言い返したという。こうしてイギリス軍はロシアからほとんど撤兵することとなった。

1920年春から始まったソビエトのポーランド侵攻ではポーランド支援を行ったが、ロイド・ジョージはチャーチルと違い、これを新たな干渉戦争のきっかけとすることを考えていなかった。ソビエト軍がポーランド侵攻に失敗して撤退した後の1921年3月16日に世界に先駆けてソビエトと通商条約を結ぶことでその存在を容認した。

#### 普通選挙と婦人選挙権の確立
大戦中の1918年2月に選挙法改正を行った。これにより選挙権の財産資格・居住資格が廃され、普通選挙が確立した。さらに30歳以上の婦人にも選挙権が認められた。婦人に選挙権が認められたのはこの改正の時が初めてであり、有権者数は一気に3倍となった。
この改正の背景には長引く戦争と総力戦体制によって、中産階級と労働者階級の格差、および熟練労働者と非熟練労働者の格差が縮まったこと、女性労働者の軍需産業への進出が進んだことがある。当時、選挙権は戦争協力と不可分に結びついており、従軍しない女性には選挙権は認められるべきではないというのが一般的な考え方だった。自由党においてさえも、ロイド・ジョージ以外の政治家は婦人選挙権に慎重な者が多かった。今回女性に選挙権を認めたのは、今度の大戦における女性の銃後の功績が世間一般に認められた形であった。
ただしこの段階では婦人の選挙権資格年齢は30歳と男子（21歳）よりも高く設定された。これが男子と同じ21歳に引き下げられるのは1928年を待つことになる。

#### 終戦とクーポン選挙
1918年3月にドイツ軍はアメリカが本格参戦して来る前に決着をつけようと最後の大攻勢に出たが（1918年春季攻勢）、5月になるとその勢いも弱まった。初夏にドイツ軍は再攻勢に出たが、その頃にはアメリカ軍がヨーロッパに到着し始めており、攻勢は失敗に終わった。9月にはエーリヒ・ルーデンドルフ参謀次長らドイツ軍部も戦意を失い、ドイツ宰相マクシミリアン・フォン・バーデンがアメリカ大統領ウッドロウ・ウィルソンとの交渉を開始した。ドイツ革命後、フリードリヒ・エーベルト独政権は連合国側の要求を受け入れて11月11日に休戦協定を結んだ。
ロイド・ジョージは戦勝気分が冷めぬうちに戦時中延期され続けていた総選挙を行うことを決意した。戦争終結翌月の12月に解散総選挙が実施され、大連立政権支持の候補者にはロイド・ジョージと保守党党首ボナー・ロー連名の推薦書（クーポン）が与えられた（このためクーポン選挙と呼ばれる）。トーリー（保守党）とホイッグ（自由党）という二大政党の枠組みではなく、クーポンの有無で争うという異例の総選挙となった。
ロイド・ジョージの本心はドイツへの復讐には否定的だったのだが、終戦直後の国民の復讐世論を敏感に感じとり、ドイツ皇帝ヴィルヘルム2世の処罰を訴えた。さらにドイツから「最後の一滴まで」賠償金を絞り取ることも公約した。しかしヴィルヘルム2世処罰の訴えは彼の従兄弟にあたる国王ジョージ5世を怒らせ、また君主主義者の閣僚チャーチルを困惑させたという。
選挙の結果は自由党ロイド・ジョージ派が136議席、保守党が333議席を獲得して大連立派が勝利する一方、自由党アスキス派やラムゼイ・マクドナルドら労働党反戦派などクーポンをもらえなかった議員たちは惨敗した。大連立の中でもとりわけ保守党が大勝し、彼らが今後の政局の主導権を握る事となった。保守党はこの大勝後もしばらくロイド・ジョージを首相のままにして大連立政権を継続するが、これは戦争直後は挙国一致を続けるべきという空気が強かったためと言われている。またボナー・ローやバルフォア、オースティン・チェンバレンら保守本流にとって自由党と労働党の連立は「社会主義に傾く可能性が高い」ため、阻止したい事態であった。

#### パリ講和会議とヴェルサイユ条約

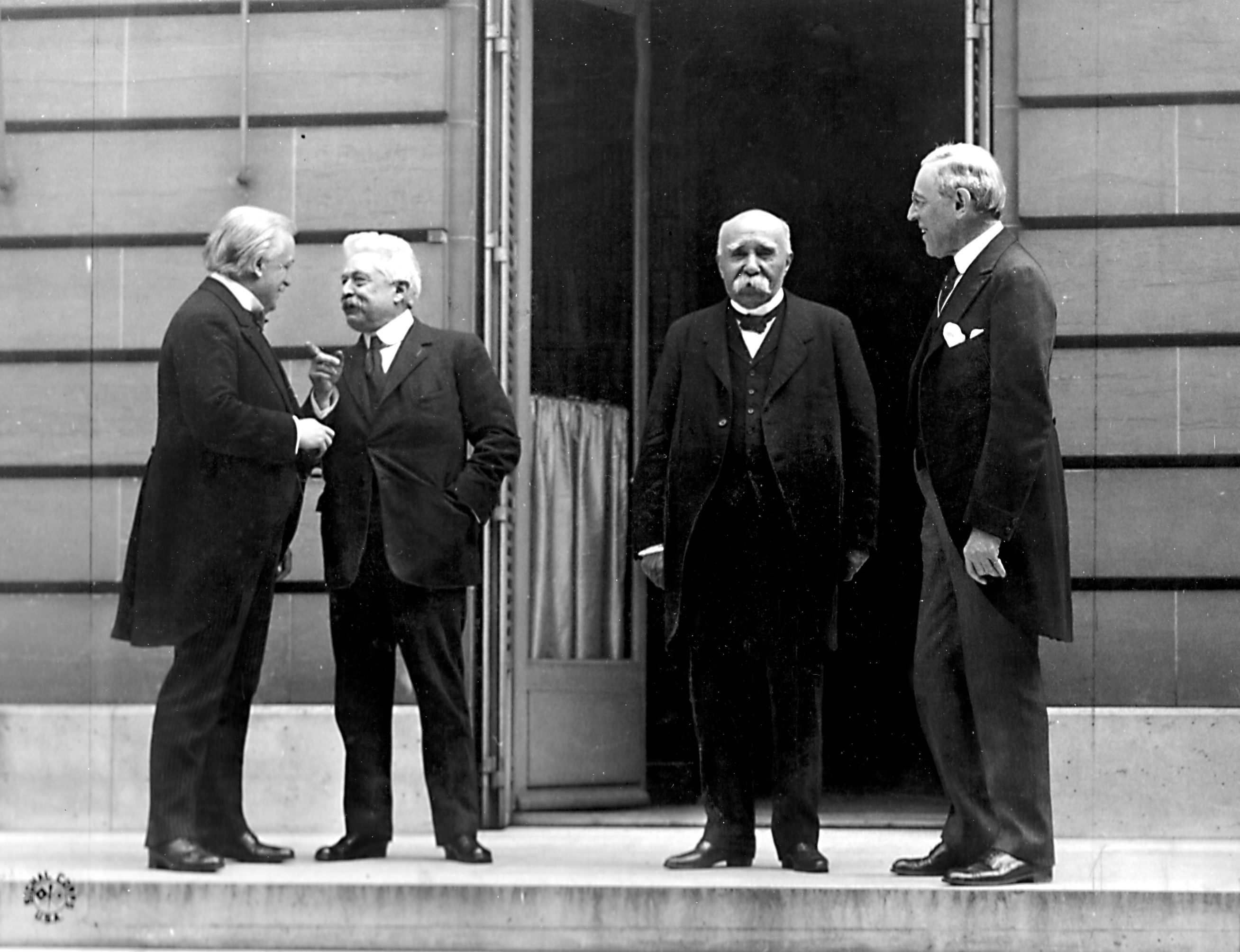
1919年5月27日、パリ講和会議の際の四巨頭。左からロイド・ジョージ英首相、オルランド伊首相、クレマンソー仏首相、ウィルソン米大統領。

第一次世界大戦のドイツとの講和や戦後処理をめぐる会議はフランス首都パリで行われ、連合国側と自称する29カ国が出席した（パリ講和会議）。とはいえ小国の発言力は小さく、イギリス、アメリカ、フランス、イタリア、日本の5か国の代表2人ずつ（日本以外は首脳と外相）で10人委員会を組織し、これがパリ講和会議における最高会議となった。さらに3月末には日本人と外務大臣を外した4人委員会（ロイド・ジョージ、フランス首相クレマンソー、アメリカ大統領ウィルソン、イタリア首相オルランド）が組織されて、これが講和会議を主導するようになった。

イギリスからはロイド・ジョージ、外務大臣アーサー・バルフォア、外務省政務次官ロバート・セシル卿、大蔵省官僚ジョン・メイナード・ケインズらが出席した。またカナダ、オーストラリア、ニュージーランド、南アフリカ連邦といった大英帝国自治領はイギリスと別個に代表を送った。自治領ではないが、インドも代表を送った（ただしその代表はイギリス本国のインド担当大臣エドウィン・サミュエル・モンタギューとイギリスに従順なマハラジャだったため、イギリスの傀儡に過ぎなかった）。

##### 国際連盟創設をめぐって
1919年1月25日にアメリカ大統領ウィルソンを議長として国際連盟創設のための委員会が組織された。国際連盟は理想主義者のウィルソンのかねてからの持論であり、パリ講和会議において真っ先に話し合われる議題とされた。ロイド・ジョージは国連の有効性を疑っていたが、アメリカに満足感を与え、かつ再度の大戦を回避する国際体制構築を求めていた自国民への人気取りのために賛成した。ただし自身はほとんど関与せず、ロバート・セシル卿とヤン・スマッツ（南アフリカ連邦代表）に委員を任せた。
国連規約の議論に際して日本代表委員は人種的差別撤廃提案を提出したが、アジア・アフリカに広大な植民地を持つ大英帝国（特に白豪主義を掲げるオーストラリア首相ヒューズ）に認められるものではなく、イギリス代表委員ロバート・セシル卿が強硬に反対した。南部アメリカ人であるウィルソンも人種についてはそれほど自由主義的ではなく、また人種差別の根強いアメリカ西海岸の感情を配慮する必要があったので、最終的にはウィルソンの決定でこの提案は退けられた。
またフランス代表委員は国連に強制力をもたせるため、国連軍を創設することを要求したが、ロイド・ジョージは恒久的な対ドイツ軍事同盟を作ろうというフランスの企みと見てウィルソンと連携してこれを阻止した。

##### 領土分割問題をめぐって

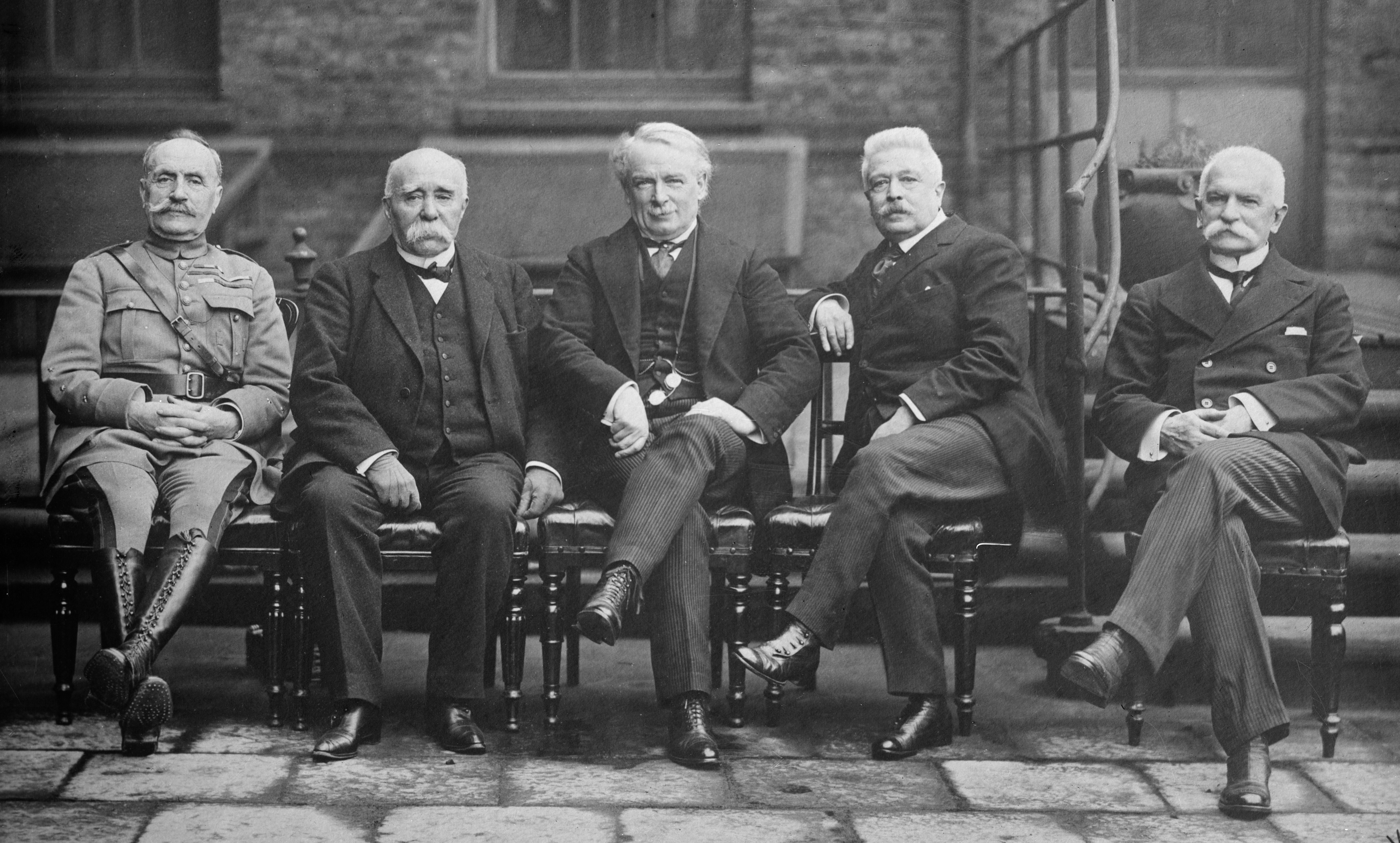
1919年。左からフォッシュ仏元帥、クレマンソー仏首相、ロイド・ジョージ、オルランド伊首相、ソンニーノ伊外相。

ウィルソンが旧来の植民地支配の形態を嫌ったため、ドイツ植民地は形式的には国際連盟が領有しつつ、国連が列強諸国に統治を委任するという形式で分割されることになった（委任統治）。「委任統治」というのは目新しい概念であったが、新世界秩序においてロイド・ジョージは基本的にアメリカと妥協する意思であり、異議を唱えなかった。
イギリスはドイツ領カメルーンの一部とドイツ領東アフリカの大部分を獲得し、フランスはドイツ領トーゴとドイツ領カメルーンの大部分を手に入れた。ベルギーもベルギー領コンゴに隣接するルワンダとブルンジ（ともにドイツ領東アフリカの一部だった）を獲得した。なおベルギーが新植民地を獲得することについて、ロイド・ジョージは3C政策の脅威になると見て反対していたが、阻止できなかったという経緯だった。
またオスマン・トルコ帝国の領土についても話し合われたが、パリ講和会議に先立つ1918年12月にロイド・ジョージとクレマンソーはロンドンで会談を行っており、そこでサイクス＝ピコ協定を前提に中東地域を英仏で分割することを約定した。ウィルソンは中東にはさほどの関心を示さなかったのでこの問題は英仏が自由に処理できることとなった。最終的にパリ講和会議最高会議は十字軍時代からのフランスの領土であるシリアとレバノンをフランスの委任統治領、イラクとパレスチナ（ヨルダン含む）をイギリスの委任統治領とすることを決定した。なおイギリスとフサイン＝マクマホン協定を結んでいたハーシム家のファイサル王子も講和会議に出席しており、統一アラブ王国の樹立を求めていたが、誰からも相手にされなかった（ファイサルはこの後フランス庇護下でシリア王となったが、フランス政府の不興を買ってすぐにも王位を追われ、イギリス庇護下でイラク王となる）。
一方イタリアはロンドン秘密協定を理由にフィウメやダルマチアの領有権を要求したが、ウィルソンが秘密協定を「旧外交」として嫌っていたばかりか、英仏もイタリアは大戦で足を引っ張っていただけなのに図々しいと見ていたため、クレマンソーがロンドン秘密協定にフィウメは含まれていないと反対し、ロイド・ジョージもフィウテのイタリア系人口はイタリアが言うほど多くないとして反対した。その後の交渉の中で英仏はイタリアに譲歩の姿勢を示したものの、ウィルソンが強硬に反対し続け、これを不服としたオルランド首相は4月24日をもって講和会議から引き揚げた。

太平洋のドイツ植民地については赤道以北を日本、赤道以南を大英帝国自治領オーストラリアとニュージーランドが獲得した。また中華民国山東省のドイツ租借地をめぐっては戦時中に日本と中華民国間で結ばれた秘密協定の有効性が焦点となったが、ロイド・ジョージが日本に好意的な態度をとる一方、ウィルソンは中国に好意的な態度をとった。しかしウィルソンもイタリアに続いて日本が離脱することは避けたがっており、人種差別撤廃案を蒸し返さないことを条件として日本支持に転じた。その結果、協定無効を主張する中国は退けられ、日本がドイツの山東省の権益を確保した。

##### ドイツへの処罰問題
ドイツ軍については戦車、空軍、重砲、潜水艦など近代兵器すべての保有を禁止し、かつ陸軍兵力10万人、海軍兵力1万5000人に限定されることになった。当初フォッシュ仏元帥はドイツ陸軍兵力について14万人を上限とする兵役1年の徴兵制軍隊にすべきと主張したが、ロイド・ジョージは徴兵制は軍事訓練を受けた国民を大量に作り出すので危険と反対し、クレマンソーとともに20万人を上限とする志願制軍隊とすることを主張した。フォッシュ元帥は志願制は量より質を上げるのでより危険だと反論したが、結局10万人の志願制軍隊とすることで決着した。
ドイツに課す賠償金額をめぐってはロイド・ジョージは「最後の一滴まで絞り取る」とした先の総選挙の公約を守る必要があった。保守党からも世論からもその強い要請があった。そのため「侵略の被害国」であるフランスやベルギーとともに強硬姿勢をとり、経済的混乱を抑えるためになるべく少ない金額で確定しようとするアメリカに強く反対した。アメリカが賠償総額を決めようとした際にもロイド・ジョージは反対した。もし少ない額で賠償額を確定したら国内で大騒動が起こる事は必至だし、巨額の賠償額を確定してもドイツ政府に払えるはずがないので、賠償総額を確定させないのが一番よいと考えたのだった。最終的に英仏の希望通り賠償総額は明記されないことになったが、これについてアメリカの専門家は「（賠償総額の確定が）延期されたことで英仏首相は賠償で得られる物がいかに少ないか、公表せずに済み安堵しているだろう。両首相はもし事実を知られたら政府が転覆することを知っている」と評した。

##### ヴェルサイユ条約締結

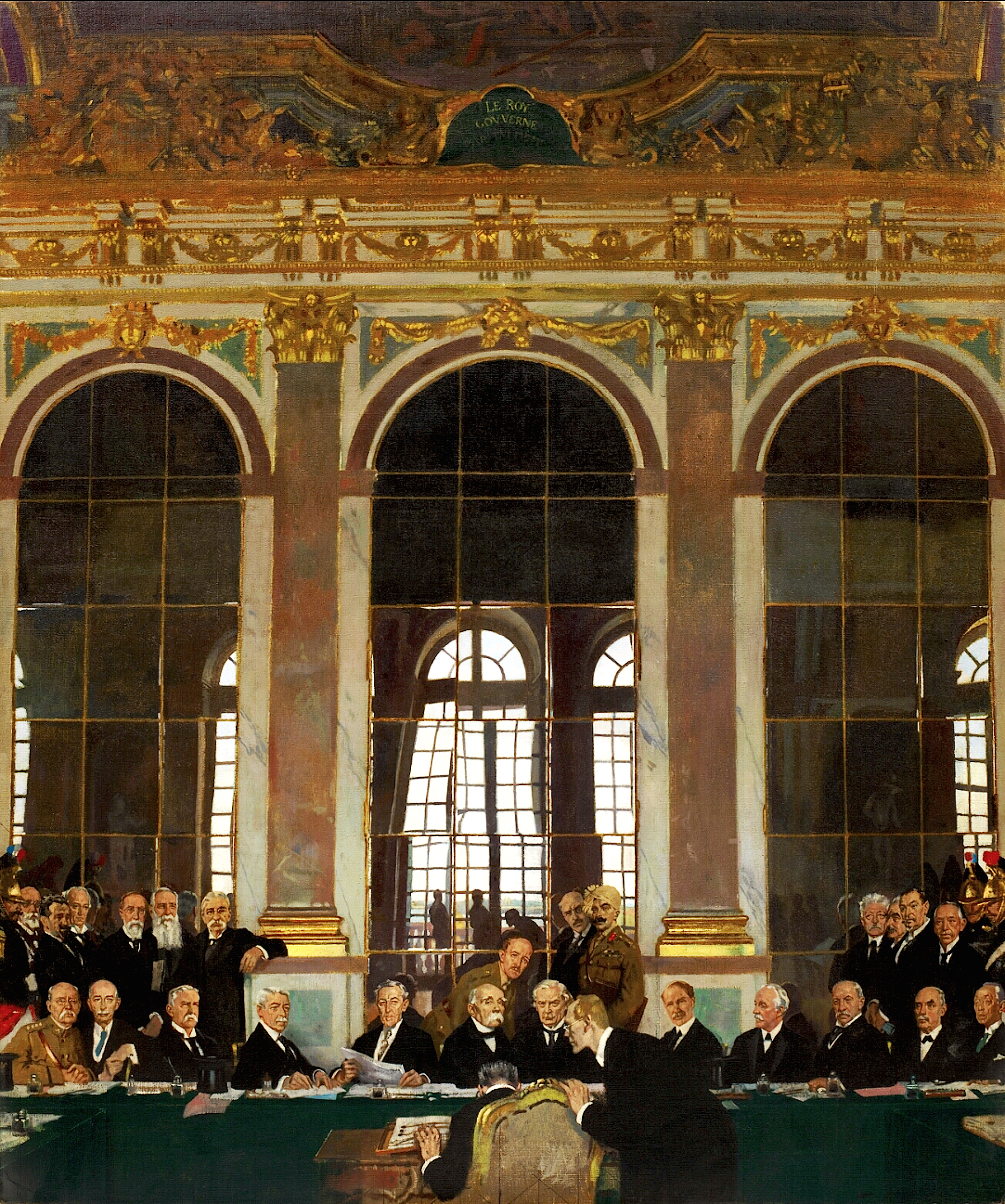
1919年6月28日、ヴェルサイユ条約調印式を描いた絵画。中央に座っている2人の右側がロイド・ジョージ（ウィリアム・オーペン画、帝国戦争博物館所蔵）。

パリ講和会議で取り決められた講和条件は5月7日に召集されたドイツ政府の代表使節に通達された。クレマンソーはドイツ側が拒否した場合は仮借なき武力行使を行うことを提案し、ロイド・ジョージもウィルソンもそれを支持した。これにより連合国軍最高司令官フォッシュ元帥が42個師団にドイツ侵攻準備命令を下した。イギリスも海上封鎖を行った。しかしあまりに過酷な条件にドイツ世論やドイツ議会はもちろん、エーベルト政権内でも反発は強く（連合国のドイツ侵攻の構えはハッタリと見る者も多かった）、ドイツ側がどう出るかは不透明だった。
5月30日にドイツ代表は条件を緩和するよう懇願する反論を提出したが、この際にロイド・ジョージは条件緩和に応じるべきと主張した。その結果、上シレジア地方についてはドイツに帰属するか、ポーランドに帰属するか住民投票で決めると変更された。またロイド・ジョージはラインラント占領期間の短縮も提案したが、これについてはクレマンソーが猛反発したため取り下げている。結局エーベルト政権は受諾するより他にないと判断し、最終期限の6月23日に連合国に受諾を通達。6月28日にヴェルサイユ条約が調印されるに至った。

この条約によって形成された国際体制をヴェルサイユ体制と呼ぶ。

#### 中東の支配の確立

1916年のサイクス＝ピコ協定の中東分割図。赤がイギリス、青がフランス。ロシアが連合国から脱落する前なのでロシアの取り分（緑）も予定されている。またこの段階ではパレスチナは国際管理下（ピンク）と予定されていたが、1918年12月のロイド・ジョージとクレマンソーのロンドンでの会談によりイギリス領とすることに決した。

第一次世界大戦前までのイギリスのアラブ政策はオスマン・トルコ帝国の領土保全であり、トルコに対するアラブ人の独立運動に手を貸すことはなかった。しかし一次大戦でトルコがドイツ側で参戦したため、イギリスはフサイン率いるハーシム家とフサイン＝マクマホン協定を結んで、アラブ反乱を促すようになった。
この密約はハーシム家を首長とするアラブ王国の樹立を認めたものだが、その領土については曖昧になっていた。ハーシム家は中東の大部分が含まれるものと解釈していたが、イギリス側はあくまでその範囲をヒジャーズ王国限定に考えていた。しかもハーシム家は大戦中に何度かトルコ側に寝返る気配を見せるなどしたため、イギリスとしてはハーシム家をあまり当てにしておらず、ハーシム家との約束もそれほど真剣に考えていなかった。
そのためイギリスは遠慮なくこの密約と矛盾するようにも思われる協定や宣言を出した。1916年には西部戦線から対トルコ戦線に兵力を移転させる同意をフランスから得る目的でフランスとサイクス・ピコ協定を結んで、シリア、レバノン、トランスヨルダン、イラクを英仏で分割することとパレスチナを国際管理下に置くことを約定した。さらにユダヤ人に戦費を吐き出させるため、1917年にはバルフォア宣言を発してパレスチナにユダヤ民族の郷土を作ることも約束した（三枚舌外交）。
しかしロイド・ジョージにとってこれらは矛盾する物ではなかった。ロイド・ジョージが思い描いていた中東の未来図は小アジアにギリシャ世界、パレスチナにユダヤ文明を復活させ、その両者と大英帝国半植民地エジプトにスエズ運河と「インドの道」を確保させつつ、内陸部に大英帝国庇護下のハーシム家統治のアラブ人王国をいくつか樹立することでペルシャからの石油ルートも確保するというものであった。
パリ講和会議での連合国の合意を前提に、1920年8月にオスマン・トルコ帝国と連合国の間にセーヴル条約が締結された。これによりシリアとレバノンはフランス委任統治領、イラクとパレスチナはイギリス委任統治領となった。しかし新たに認められたアラブ人国家はヒジャーズ王国だけであり、これに失望したアラブ人はイラクで反英蜂起を開始した。またパレスチナについてもロイド・ジョージが大英帝国ユダヤ自治領を最終形態として思い描いていたのに対して、ハイム・ヴァイツマンらシオニストはあくまで独立したユダヤ人国家を想定していたため、食い違いが生じていた。

アラブ人の不満を抑えるため、1921年5月18日、植民地大臣チャーチルにカイロ会議を主催させ、イラクとヨルダンにハーシム家の王国を建国することを許した。無論どちらもイギリス庇護下という条件付きである。また1922年にはエジプトにも形式的独立を許したが、こちらも実質的にはイギリス支配下に置かれたままだった。この体制のもと、大英帝国の中東への支配力はかつてないほど強固になった。「インドの道」は完全に安全を保証され、イラクとペルシャ湾岸とアーバーダーンの石油の全てはイギリスの手中に収まったのだった。

#### ワシントン会議と日英同盟の破棄

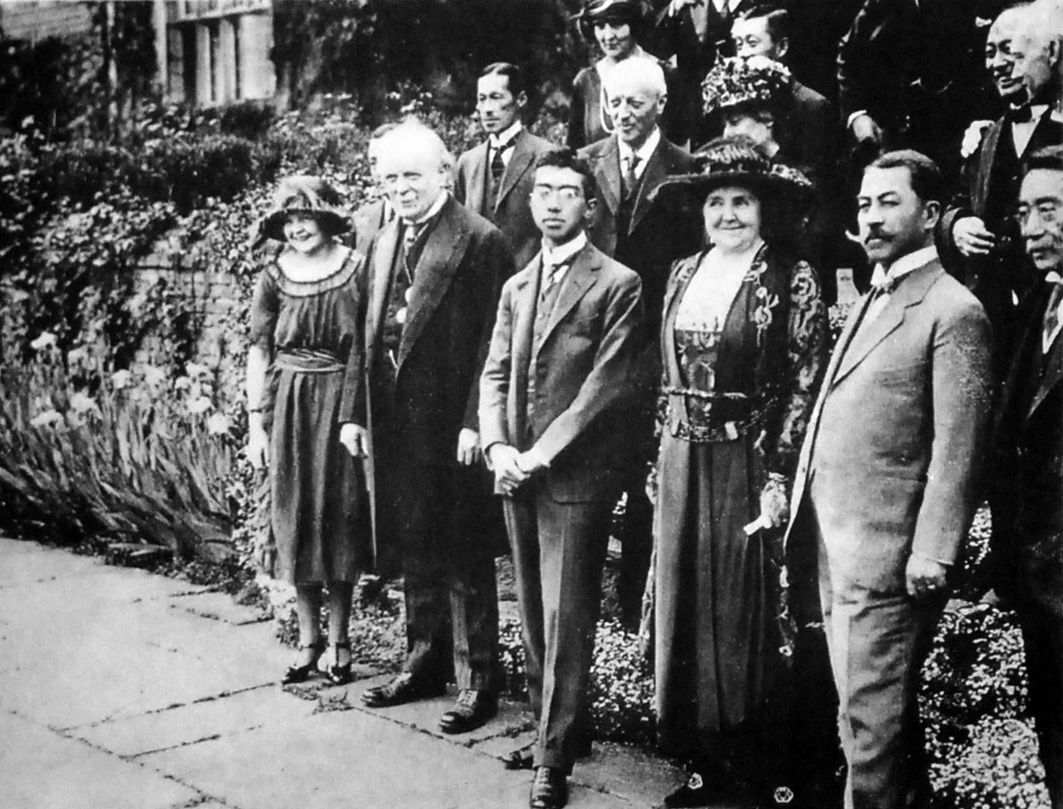
1921年5月15日、皇太子裕仁親王（前列左から3人目）らと

日本の国内総生産は1885年から1920年までの間に3倍に成長し、とりわけ鉱業と製造業は6倍という急成長を遂げていた。1914年までに日本海軍のあらゆる艦船が国産できるようになり、その海軍力は世界第3位か第4位に数えられるようになっていた（ドイツ海軍力の評価で順位が変わる）。また大きな貿易収支黒字国家として経済的にも無視できない国になっていた。この貿易黒字は大戦でヨーロッパ列強が没落したことでさらに伸び、日本の対英・対米輸出額は戦前の2倍、対中輸出額は4倍、対露輸出額は6倍になった。日本商船の数は急増し、あちこちに日本人が顔を見せるようになった。
このような状況の中、欧米人の間で急速に黄禍論が高まっていった。イギリスは自国の中国・インド市場に日本が食い込んでくることを恐れ、アメリカも中国・フィリピン市場を日本に奪われることを恐れた。特にアメリカはマニフェスト・デスティニーの掛け声とともに西進を押し進めている最中であり、1916年には両洋艦隊の建設を宣言し、日本との対決姿勢を強めていた。大戦末には白人連合を作って日本を潰す必要があるとの認識が白人国家間で共有されるまでに至った。
日本には資源がないため、欧米に黄禍論で団結されて貿易を切られた場合干上がることは確実だった。また日本の人口は1885年から1920年までの間に約1.5倍に急増しており、増加した人口の職場（植民地）の確保にも迫られていた。その両方を解決できるのがアジア、とりわけ中国への進出だった。中国は1911年の辛亥革命の失敗で無秩序の極致に陥っており、またアジア知識人層には西欧帝国主義に唯一抵抗できる勢力として日本に期待する者が多く、すでに日本から帝国主義的進出をだいぶ受けている中国においてさえ知識人層の間では日本留学が流行っていた。こうした状況から日本国内で徐々にアジア主義と反米の機運が高まりはじめた。
日米軋轢が増し、アメリカからイギリスに日英同盟を破棄せよとの圧力が強まっていく中の大正10年（1921年）5月、日本皇太子裕仁親王（後の昭和天皇）が訪英した。5月13日に駐英日本大使館で開かれたエドワード皇太子を主賓とする晩餐会にロイド・ジョージも出席し、裕仁親王と20分ほど歓談した。裕仁親王が「日英両国がよく同盟の誼を重んじて東洋平和、否、世界平和擁護の為に貢献したことの甚少なからぬとは頗る欣しく」と述べたのに対して、ロイド・ジョージは「日英両国の親善関係を末永く持続させるよう十分な努力を惜しまぬ覚悟です」と答えたという。また健康を気遣ってくれた裕仁親王に感謝したロイド・ジョージは裕仁親王と固く握手した。さらに5月15日には裕仁親王歓迎のための午餐会を主催した。午餐会後にはロイド・ジョージと裕仁親王は一緒に散歩して歓談した。
しかし皇太子の訪英も日英同盟を維持させるには至らなかった。同年12月のワシントン会議でイギリス代表として出席した外相バルフォアはこれ以上対米関係を悪化させないため、日英同盟に代えて日英米仏で四カ国条約を締結した。これについてイギリス政府は「日英同盟破棄ではなく拡大」と弁明したが、実質的には同盟の破棄も同然であった。

またイギリスはこれまで世界第二位の海軍国と第三位の海軍国を合わせた海軍力よりも多い海軍力を保有することを目指してきたが、大戦で疲労したイギリスにもはやそれだけの海軍力を維持することはできず、新たな海軍大国となったアメリカと日本に急追されていた。建艦競争の再発を恐れるイギリスは、ワシントン会議においてワシントン海軍軍縮条約の締結に応じた。この条約によりイギリスとアメリカと日本の海軍力比率は5:5:3と定められた。これによりイギリスは戦艦と巡洋艦26隻を含む657隻を廃船することとなり、イギリスの海軍力の絶対的優位が崩れた。また英領香港を海軍基地として使うことができなくなり、租借地威海衛からも英海軍を撤収させることになった。

#### アイルランド自由国をめぐって

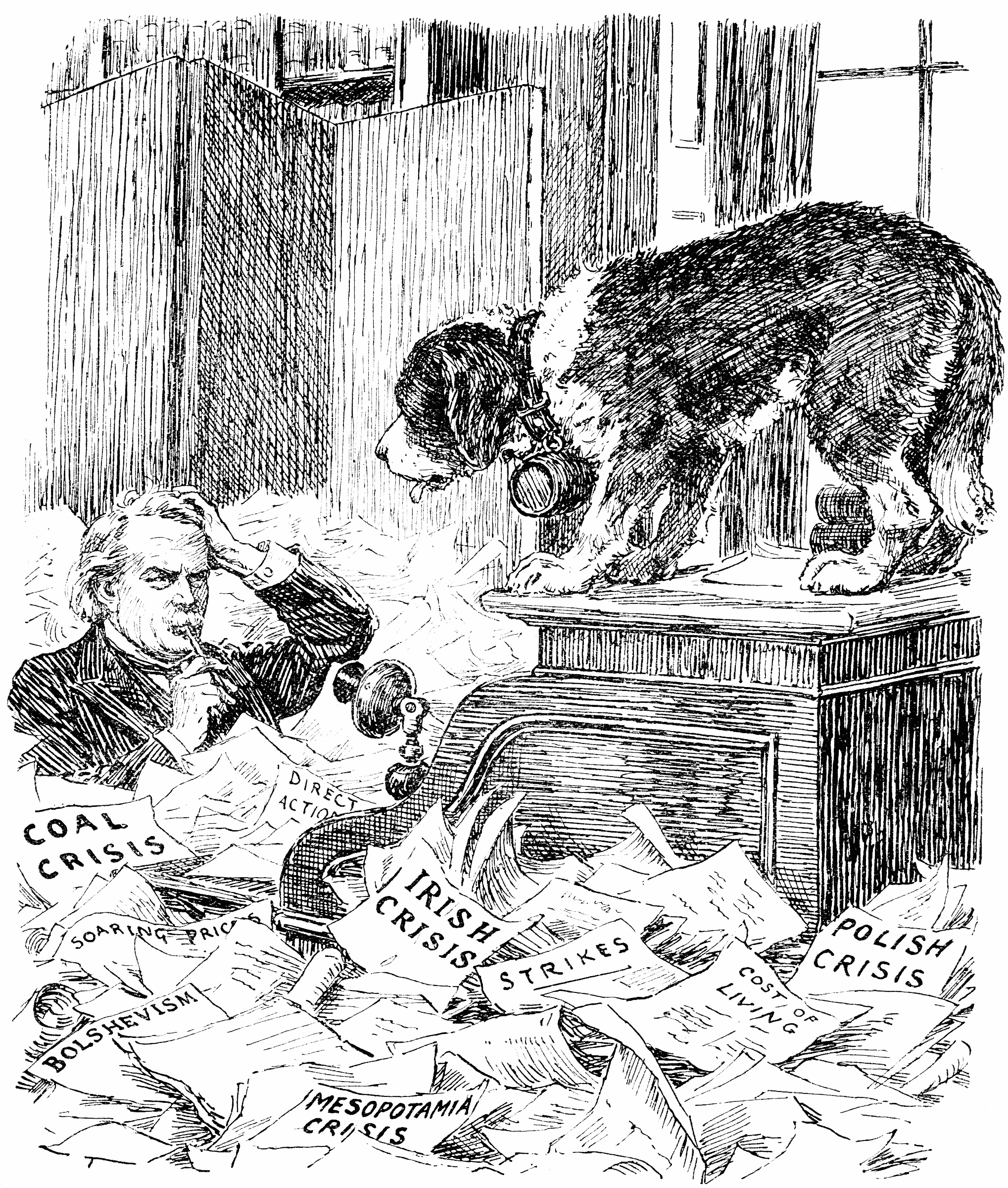
1920年9月15日のパンチ誌の風刺画。一次大戦が終わっても様々な問題に忙殺されるロイド・ジョージ。

大戦中の1916年4月にダブリンでアイルランド民族主義者が蜂起を起こすも鎮圧され、その指導者が即決の軍事裁判で処刑されるという事件があった（イースター蜂起）。この事件を機にアイルランド民族主義が燃え上がり、1918年の総選挙でもアイルランド国民党に代わって急進的なアイルランド独立政党シン・フェイン党が躍進した。
シン・フェイン党はロンドンの議会に入ることを拒否し、ダブリンに独自の国民議会を形成した。アイルランド義勇軍の武装抵抗も激化し、まもなくシン・フェイン党の政治的抵抗と合流した。これに対してロイド・ジョージは「補助部隊」や「ブラック・アンド・タンズ」を編成し、白色テロをもって厳しく弾圧した。一方で融和政策もとり、1920年12月には一次大戦開戦で流産していたアイルランド統治法を制定した。これにより、アイルランドとイギリスの結合関係は残しつつ、アイルランド北部6州とそれ以外のアイルランドにそれぞれ自治議会を置き、また南北アイルランドの話し合いの場としてアイルランド協議会が設置されることになった。アイルランド独立を求めるカトリックやアイルランド・ナショナリスト、アイルランド独立に反対するプロテスタントや統一派、ともに一定の満足を与えようという趣旨のものであった。
国王ジョージ5世の北アイルランド訪問で対立関係が一時的に緩和して1921年7月に休戦が成り、10月からロイド・ジョージやチャーチルらイギリス政府代表とアーサー・グリフィスやマイケル・コリンズらシン・フェイン党代表の交渉の場が設けられた。この交渉の結果、アルスターのうち統一派が多い6州にはイギリスに残るかアイルランドに加わるかの選択権を残しつつ、それ以外のアイルランドは大英帝国自治領アイルランド自由国として独立することで妥協に達した（英愛条約）。
だがこの妥協には保守党から反発が多く、保守党の政権離脱の最初の兆候が見られた。保守党議員のうち60名ほどが造反してこの法案に反対票を投じたのである。未来の保守党党首であるスタンリー・ボールドウィンは、この法案は自由党ロイド・ジョージ派と保守党内法案賛成派を統合して新たな党を作ろうというロイド・ジョージの布石ではと疑いを持った。

#### 叙爵問題
ロイド・ジョージが首相だった6年弱の間に94件の新貴族叙爵、1,500件のナイト爵授与が行われている。これは他の政権と比べても群を抜いて多い。そればかりかロイド・ジョージはパブリックスクール出身者であるべき、地主であるべきといったこれまでの叙爵の暗黙の条件を無視して実業家に叙爵することが多かった。
こうした中、保守党議員の間にロイド・ジョージはイギリスの貴族制度を破壊ないし形骸化しようと目論んでいるのではという疑念が高まっていった。ついには「買爵斡旋業者」の存在まで噂されるようになり、1922年初夏には279人もの庶民院議員が叙爵に関する調査委員会の設置を要求するに至った。これに対してロイド・ジョージは議会をうまく抑えて、議会の調査委員会ではなく、政府の任命する王立委員会によって調査するということで議会の妥協を引き出した。
この叙爵問題が総辞職の直接のきっかけになったとは言えないが、ロイド・ジョージの保守党陣笠議員（一般議員）に対する求心力低下が深刻化している象徴的事件であった。叙爵問題で調査員会の設置を求めた279人の議員のうち保守党議員は約半数を占めており、この面子は後にカールトン・クラブの投票で造反した議員と顔触れがほぼ一致している。
ちなみに叙爵に関する王立委員会の調査は結論が出る前にロイド・ジョージ内閣が総辞職する羽目になったことで終了している。

#### チャナク危機

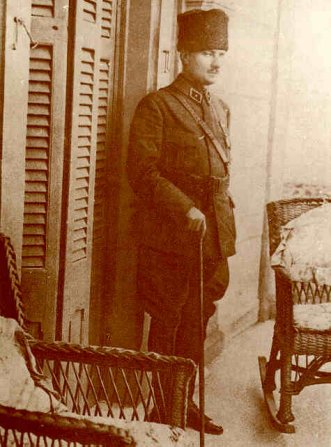
1922年のムスタファ・ケマル・パシャ。

セーヴル条約によってオスマン・トルコ帝国の小アジア地域の一部にギリシャが進出し、イギリスも海峡沿いの基地を維持した。これに反発したムスタファ・ケマル・パシャはオスマン・トルコ帝国政府と別にアンカラにトルコ共和国政府を樹立し、セーブル条約の拒否を宣言した。ケマルはトルコ国民軍を率いてギリシャ占領軍に攻撃を仕掛けてこれを駆逐した（希土戦争）。のみならずケマル軍は1922年8月にダーダネルス海峡（戦後、中立化されていた）付近まで侵攻してきて、中立地帯のチャナクに駐屯するイギリス軍を攻撃する構えを見せた（チャナク危機）。
ロイド・ジョージは、チャールズ・ハリングトン中将率いる現地のイギリス軍に持ち場の死守命令を下した。またトルコが侵略を辞めない場合にはイギリス地中海艦隊を派遣する旨の宣言も発した。だがケマルは動じず、連合国の提案する休戦協定の誘いを断り、コンスタンティノープルを窺う地点にまで軍を移動させた。
これに脅威を感じたギリシャの元首相ヴェニゼロス（当時亡命中）はロンドンへ急行してロイド・ジョージからギリシャ支援の約束を引きだした。9月28日の閣議決定によりロイド・ジョージはケマルに対して「チャナクへの侵攻を中止し、かつムダニア会談に応じるべし。さむなくばイギリス軍は貴軍の侵攻を阻止する」という最後通牒を発した。イギリス政府の強硬な態度を恐れたケマルはついに休戦協定に応じた。この1年後にはローザンヌ条約が締結されてトルコとの国境が確定され、海峡の中立は回復された。

外交的には勝利したものの、この件はイギリス国民の批判を集めた。大戦から解放されたばかりなのに新たな戦争を招きそうな外交をするなという世論が強かったのである。この世論を背景に労働党のみならず大連立相手の保守党も主戦派として行動した首相ロイド・ジョージと植民地相チャーチルを批判するようになった。またボールドウィンら保守党内の反大連立派はロイド・ジョージとチャーチルはキリストVSイスラムの戦争を起こして解散総選挙することで自分たちに有利な議会状況を作ろうとしているのでは、という疑いを深めた。

#### 政権崩壊
チャナク事件はきっかけに過ぎず、自由党と保守党の大連立はすでにガタが来ていた。保守党議員たちはロイド・ジョージのワンマン政治にうんざりしていたし、アイルランド自由国に承服しかねる思いの者も多くいた。このまま大連立を組んでいたら保守党は次の総選挙で惨敗し、大連立維持派と反対派で分裂すると考えている者もいた。
ただ保守党党首は1921年3月にボナー・ローが病で退任してからオースティン・チェンバレン（ジョゼフ・チェンバレンの長男）が務めており、彼は大連立維持派だった。チェンバレンは1922年9月の閣議でのロイド・ジョージ首相の早期解散方針にも賛同を与え、保守党内でひんしゅくを買った。
そしてついに1922年10月19日、保守党社交界カールトン・クラブで開催された保守党庶民院議員274名の会合の席上でボールドウィンが大連立を解消すべき旨の動議を提出したところ、185対88で可決されるに至った。立場を不明瞭にしていた前党首ボナー・ローも連立解消に賛成する演説を行い、多くの議員に影響を与えたと見られる。
これを受けてチェンバレンは保守党首職を辞した。保守党に離反されては政権運営は不可能であり、ロイド・ジョージもカールトン・クラブでの決議を聞くやただちに総辞職している。後任の首相にはボナー・ローが就任し、保守党単独政権が発足した。この交代に際してロイド・ジョージはウェールズから来た代表者団の団長に扮して、ボナー・ローの恩恵を受ける演技をして話題になった。

### 首相退任後

#### 自由党の没落とアスキス派との和解

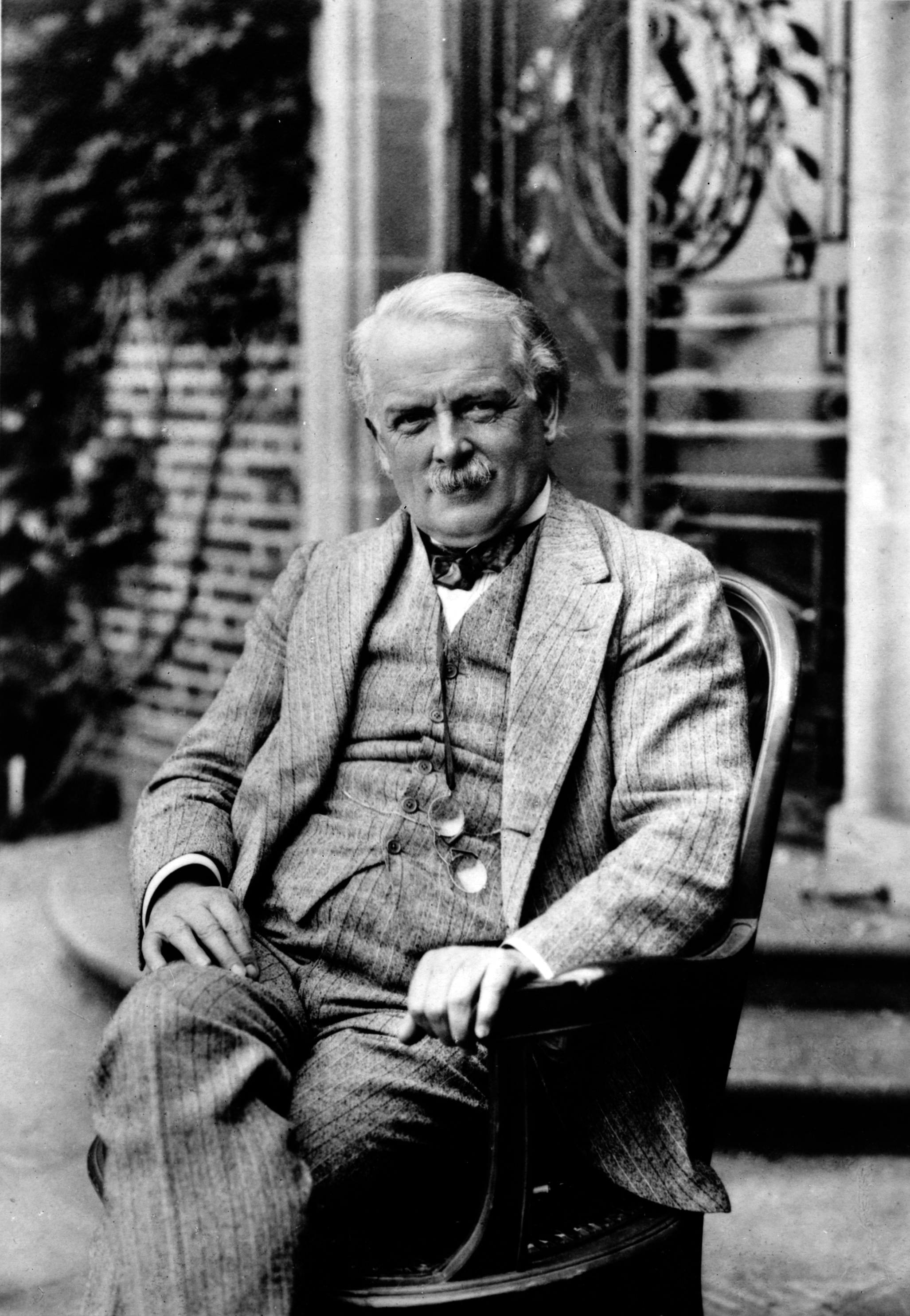
1922年11月14日のロイド・ジョージ

保守党は過半数を得ていなかったのでボナー・ローは首相就任後ただちに解散総選挙に打って出た。その総選挙で保守党は345議席を獲得し、単独での政権運営が可能となった。労働党は142議席を獲得して野党第一党となった。自由党は党分裂が響いてアスキス派54議席、ロイド・ジョージ派62議席と、両派を合わせても労働党の議席に及ばなかった。
この危機感から両派に和解の必要性が認識されるようになるも、アスキス派のロイド・ジョージへの個人的恨みは深く、またロイド・ジョージもアスキス派を「古い自由主義にすがって改革できない人々」と軽蔑していたため、両派の再統合は容易ではなかった。
しかしまもなくボナー・ローに代わって首相・保守党党首となったスタンリー・ボールドウィンが保護関税の導入を主張したのに対してロイド・ジョージ派、アスキス派がそろって反対したことで両派の統合の空気が生まれた。1923年11月13日には保護貿易反対を共通項にした両派の共闘が成立。マクドナルド率いる労働党も保護貿易に反対したので、ボールドウィン首相は解散総選挙で民意を問うこととした。この選挙戦にあたって自由党両派はアスキスのもとで統一して戦うことで合意した。12月の総選挙の結果、自由党は159議席に回復したものの、労働党が191議席、保守党が258議席を獲得し、自由党の第三党状態は定着してしまった。
この選挙の後の1924年1月、自由党は労働党に閣外協力して、史上初の労働党政権である第一次マクドナルド内閣を成立させた。しかし労働党政権は失業対策をめぐって自由党と対立したため、すぐにも政権運営に行き詰まり、10月には解散総選挙に打って出た。この選挙で保守党は419議席を獲得する大勝をおさめたが、労働党は151議席に落ち、自由党は40議席に急落した。マクドナルド内閣は総辞職し、保守党政権の第二次ボールドウィン内閣が発足することとなった。
1925年にアスキスはオックスフォード伯爵に叙せられて貴族院入りしたため、庶民院自由党はロイド・ジョージが取り仕切るところとなった。さらに1926年末にはアスキスが政界引退したため、代わって自由党党首となった。しかし依然として旧アスキス派はロイド・ジョージに従わず、1928年にアスキスが死去すると旧アスキス派の面々はロイド・ジョージの指導を嫌がって次々と自由党を離党した。これによりもはや自由党が保守党や労働党に迫る議席を得られる見込みはなくなった。

#### ケインズ主義の確立
1927年8月にロイド・ジョージは自由党産業研究会（Liberal Industrial Inquiry）を創設し、ここにジョン・メイナード・ケインズら「大きな政府」志向の経済学者を糾合して、自由党の新たな経済政策を立案させた。第二次世界大戦後に先進資本主義国の主流となるケインズ主義はここから生まれたものだった。
これらの研究に基づいて1928年2月には『イギリス産業の将来（Britain's Industrial Future）』（イエローブック）、1929年3月には『我々は失業を克服できる（We Can Conquer Unemployment）』（オレンジブック）を出版した。この中でロイド・ジョージは1924年体制の二大政党（保守党と労働党）は失業問題や経済不況を解決するための積極的姿勢がなく、自分たちの勢力の維持に努めているだけと批判し、政府による積極的な公共事業と有効需要を生み出す政策の必要性を訴えた。ロイド・ジョージによれば道路と橋の建設、住宅建設、電話網整備、電力基盤整備、下水道整備、ロンドン交通網整備に公共事業の余地があり、これによって55万人の雇用を創出できるという。そしてこれらの公共事業費は増税をしなくても、雇用増加に伴う失業手当支給件数の減少、軍事費縮小、道路基金、景気上昇による歳入の増加で賄えるという。
しかし保守党も労働党も公共事業による失業対策という新概念を激しく批判した。1929年の総選挙の際には保守党と労働党が一緒になって自由党を攻撃したほどであった。イデオロギー上の立ち位置としては自由党は保守党と労働党の間に位置するが、この時期、政治的積極性という意味では明らかに労働党より自由党の方が上であった。

#### マクドナルド挙国一致内閣への協力と批判

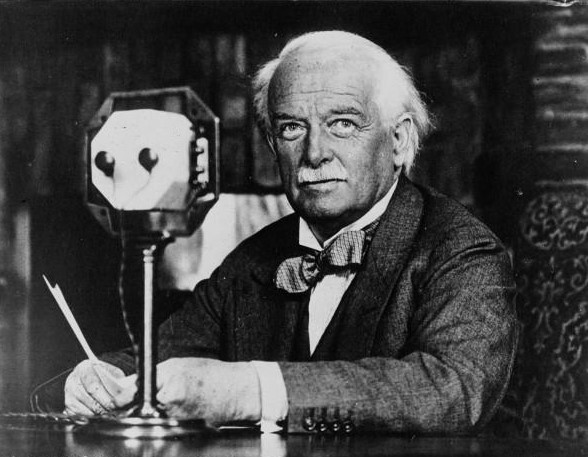
1932年のロイド・ジョージ

1929年の総選挙では保守党が260議席、労働党が288議席、自由党が59議席を獲得し、労働党政権の第二次マクドナルド内閣が発足した。内閣発足後間もなくニューヨーク・ウォール街の大暴落に端を発する世界大恐慌が始まった。マクドナルド首相は財政支出削減を目指したが、労働党内には失業手当支給額の削減について反発が強く、政権は危機的状態に陥った。
党外に活路を見出さんとするマクドナルド首相は、1930年夏に保守党のボールドウィンと自由党のロイド・ジョージに対して政党間協議を申し入れた。ボールドウィンはこれを拒否したが、ロイド・ジョージは受け入れた。ロイド・ジョージには国家的危機に際しては挙国一致政府を形成しなければならないという信念があったのである。その交渉の席でロイド・ジョージはかねてからの持論である公共事業（開発公債を発行しての道路建設計画）を行うことと投票制度を第3党に有利な選択投票制か比例代表制に変更することを要求した。労働党は公共事業については拒否したが、投票制度を選択投票制にするのは構わないと返答した。自由党幹部ハーバート・サミュエルの骨折りで労働党と自由党の暗黙の協力関係は成立し、1931年3月頃から両党の代表者は定期的に会合を持つようになった。
1931年8月にマクドナルド首相はポンドの平価を維持すべく、失業保険手当の大幅カットを断行した。これにより労働党政権は分裂・崩壊した。国王ジョージ5世がマクドナルド首相と野党党首たちの関係を取り持った結果、マクドナルドを首班とする労働党大連立派（ごく少数）・保守党・自由党大連立派による挙国一致内閣が形成されることになった。自由党ではサー・ジョン・サイモンら旧アスキス派が政権参加に慎重な姿勢を示したが、ロイド・ジョージやハーバート・サミュエルらは政権参加に前向きだった。サミュエルはマクドナルド挙国一致内閣に入閣し、ロイド・ジョージは閣外で中立的立場をとった。しかし挙国一致内閣の政策はあまりにも保守党寄りだったため、やがてロイド・ジョージは批判的立場に転じた。特にマクドナルドが保守党の政策を掲げて解散総選挙に臨もうとすると批判を強めた。

#### 自由党党首辞職
1931年9月30日にロイド・ジョージは挙国一致内閣を支持する自由党議員に手紙を送り、「保守党の圧力と誘導によりマクドナルド首相がこの重大な時期に総選挙日程を早めたことはまったく馬鹿げたことだ。ポンド平価に関する政府のやり口は全くひどい。自由党はこのような政策に対する責任から手を引かねばならない。」「（このまま政権側にいても）名前だけの自由党大臣が残るだけである。」「保守党を権力の座に就けることだけを目的としたこの陰謀に私の仲間が何の関わりも持たないようにすることを希望する」と訴えた。しかし自由党議員たちは挙国一致内閣から離れようとせず、これを不服としたロイド・ジョージは1931年10月の解散総選挙を前に自由党党首職を辞した。
ロイド・ジョージは一族に当たる3人の議員だけを率いて自由党を飛び出し、政界で全く孤立した存在となる。一方挙国一致内閣支持にとどまった自由党も閣内協力派（サミュエル派・国民自由党）と閣外協力派（サイモン派）に分裂していく。

#### 晩年と死去

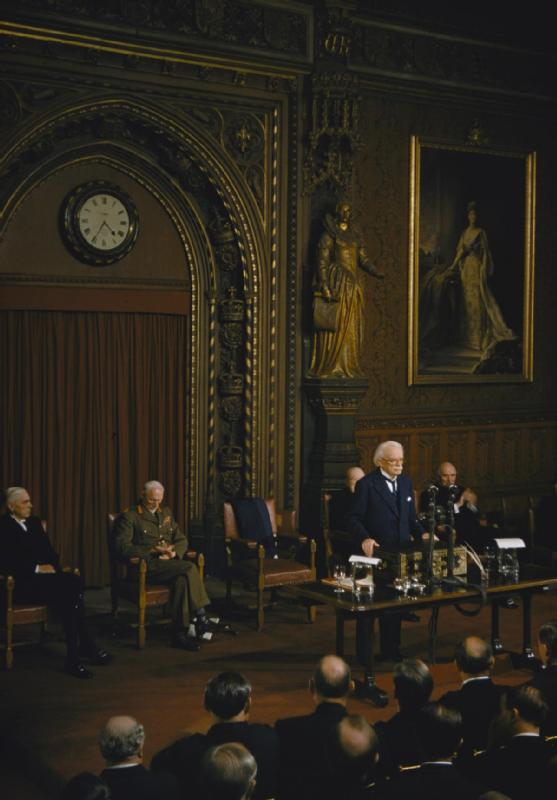
1942年10月21日、大英帝国自治領南アフリカ連邦首相ヤン・スマッツ元帥を迎えて庶民院で演説するロイド・ジョージ。

政界の一匹狼になったとはいえ、ロイド・ジョージの知名度は抜群であり、大衆人気は衰えなかった。1935年1月には「平和と再建の行動のための会議（Council of Action for Peace and Reconstruction）」運動を組織して、公共事業の拡大を訴えた。1933年から1936年にかけて全6巻で回顧録を出版している。
1933年1月にはドイツで国家社会主義ドイツ労働者党（ナチ党）が政権を掌握したが、ロイド・ジョージは公共事業の拡大による失業対策を唱えるナチ党に好感を持っており、以降ナチス・ドイツに対する寛容を訴えるようになった。1936年9月にはナチ党のニュルンベルク党大会に出席するために訪独し、党大会直前の9月4日にベルヒテスガーデンでアドルフ・ヒトラーと会見した。かつては「カイザーを縛り首にせよ」と叫んだこともある反独派のロイド・ジョージだが、イギリスとドイツは同じ民族であることやボルシェヴィキに対抗する国際連帯の必要性を雄弁に語るヒトラーには強い感銘を受けた。帰国後、ロイド・ジョージは『デイリー・エクスプレス』に寄稿して「ヒトラーは素手でドイツを深淵から引き上げた」「彼は生まれながらの指導者であり、断固たる決意と怯むことを知らぬ勇気を持ち、老人には信頼され若者には偶像視されている」「我が国にも彼のような優れた資質を持つ指導者が欲しいものだ」と語った。
一方で対独戦争の危機が迫ってくるとネヴィル・チェンバレンの弱腰外交を批判するようになり、ソビエト連邦との同盟を主張するようになった。チェンバレンの宥和外交が失敗してチェコスロバキア解体が実行されると、ロイド・ジョージは「ネヴィルがやらかした最悪なこととはヒトラーと会談したことだ」と辛辣に批判した。また、第二次世界大戦中の1940年5月の庶民院における演説では、チェンバレンに辞職を求めた。彼のこの演説がきっかけの一つとなり、チェンバレンは辞職し、チャーチル（彼は1924年に保守党に移っていた）が首相となった。
フランス戦で英仏軍が惨敗した後の1940年5月28日、首相チャーチルから入閣要請を受けたが、断っている。チャーチルとしてはドイツに和平交渉を提案しなければならなくなった場合に備えて、親独派のロイド・ジョージを入閣させたがっていたといわれる。一方ヒトラーの方もイギリス占領後には親独派のウィンザー公（エドワード8世）を王位に戻し、また首相の座にはロイド・ジョージを据えることを考えていたという。
1941年5月にはチャーチル批判を行ったが、同年からサリー州チャートで引退生活に入った。
1941年1月に妻マーガレットと死別し、その2年後の1943年にフランセス・スティーヴンソンと再婚した。
1944年になるとスラナスティムドゥイへ移住するが、まもなく病身となる。1944年12月31日にドワイフォーのロイド＝ジョージ伯爵とグウィネズ子爵（Viscount Gwynedd）の爵位を受け、1945年2月から貴族院に移籍したが、同年3月26日に永眠した。82歳だった。
- ロイド・ジョージの墓
- ロンドン・パーラメント・スクエアにあるロイド・ジョージ像
- ウェールズ・カーディフにあるロイド・ジョージ像
- ウェールズ・カーナーヴォンにあるロイド・ジョージ像

## 人物

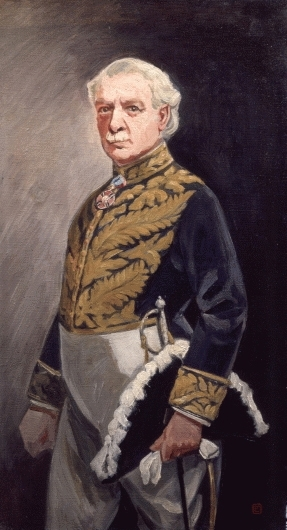
1919年に描かれたロイド・ジョージの絵画（ジェイムズ・ガスリー画）

19世紀の地主貴族支配時代から20世紀の大衆民主主義時代への移行期の代表的な政治家だった。「初めて位階人臣を極めた庶民の子」と呼ばれた。アルフレッド・ジョージ・ガーディナーは1916年に「蟻や蜂の生態を研究してきた人々のように、客観的に距離を置いて大衆の生活を研究してきた人々によって我々の政治は支配されてきた。ブライト、コブデン、チェンバレンでさえ大衆ではなかった。彼らは中産階級に属し、貧乏人を偉大なる雇用者の道具として知っていた。ジョージ氏は大衆の場それ自体から出てきた。デモクラシーは彼の中にその声を見つけたし、また彼が心に留める限りデモクラシーは彼に忠実だったろう」と評している。
ロイド・ジョージとウィンストン・チャーチルは第一次世界大戦前の自由党政権で急進派閣僚として社会改良政策を主導した。チャーチルの方は一次大戦後に「アカの恐怖」から社会改良政策に関心を失っていったが、ロイド・ジョージの方は生涯にわたって社会改良政策に関心を持ち続けた。ただロイド・ジョージもチャーチルと同様に共産主義は嫌っていたという。チャーチルはロイド・ジョージについて「言葉や物事の外側を見透かす独特の底深い直観力を持っていた。おぼろ気ではあるが、確かにレンガ造りの壁の向こう側を見抜き、他の人よりも2つ先の野原にいる獲物を追うようなビジョンを持っていた。」と評している。
ロイド・ジョージは専門知識に乏しいところがあったが、専門家をうまく使ってそれを補うのが得意だった。ロイド・ジョージの政務次官だったハドソン・ケアリーはロイド・ジョージについて「様々な問題についての知識を全く持たなかった。しばらくたって分かったことだが、彼は事務手続き上の型にはまった雑務をとても嫌っていた。しかし彼は天才で、天才ならば、ほとんどの人が人生に成功するために必要と考えるものを大体、無しで済ませることができる。ロイド・ジョージの場合は、素早く的確に人間の性質を理解でき、更にそれが無限の勇気と結合していたところに、天賦の才能が表れている」と評している。ジョン・メイナード・ケインズは「ロイド・ジョージは何事も根付いていない。彼は空虚であり内容がない。彼は仲間を利用し、利用される道具であり、同時にその使い手でもある。彼はそう形容されるようにプリズムであり、光線を集めて屈折させ、もし多くの方向から光線が入るなら最も美しく輝く」と評している。
戦争を嫌っていたが、大戦中の1916年には労働者代表に対して「一端戦争となれば、成功する見込みがないとしても不屈にやり遂げなければならない」と語っている。
雄弁家として知られた。フランスのクレマンソーの演説が痛烈・嫌味、アメリカのウィルソンの演説が説教くさかったのに対して、ロイド・ジョージの演説はウィットに富んで親しげだった。演説のコツについてロイド・ジョージは「ちょっと間をおき、人々に手を伸ばし、私の方に引きつける。あたかも子供のように、幼子のように」と語っている。また、アドルフ・ヒトラーは『我が闘争 第2巻』において彼を演説の天才と評している。
ゴルフ好きであり、生涯を通じてウォルトンヒースGCの会員だった。しかしゴルフの腕前は高くなかったらしく、スコア100を切るのに四苦八苦し、ハンディも20を切ることはなかった。しかしドライバー・ショットをまっすぐ飛ばすことは得意であり、コーチのジェームズ・ブライドは「ドライバーに限って申し上げますと、閣下の腕はプロ並みですね」と述べたという。ゴルフの上手い下手についてロイド・ジョージは「ハンディ30の人は、ゴルフをおろそかにする。ハンディ20の人は、家庭をおろそかにする。ハンディ10の人は、仕事をおろそかにする。ハンディ5以下の人は全てをおろそかにする」「幸いなるかな。ダッファー諸君。君は誰よりも多く歩き、誰よりも多く打つ幸運に恵まれている」という言葉を残している。

## 研究と評価
ロイド・ジョージの研究は三期に分けることができる。最初は第一次世界大戦終結までであり、この頃には「貧乏人から首相にまで上り詰めた男」として徹底的に美化されていた。ハーバート・デュ・パルク（Herbert Du Parcq）の伝記、フランク・ディルノットの著作がその典型である。
しかし一次大戦後に一転して偏見に彩られた批判的な著作が急増した。1930年のチャールズ・マレットの著作、1939年のワトキン・デイヴィス（Watkin Davies）の伝記、長男リチャード（父と折り合いが悪かった）の著作、マコーミック（D.McCormick）の研究などがその典型である。今日の研究ではこの時期に広められた批判的評価の多くが事実に基づかない偏見であることが明らかになっている。偏見が広まったのはアスキス派がロイド・ジョージの悪口を広めていたこと、ロイド・ジョージの金銭面や女性面での俗説が出回っていたことが原因と考えられる。
しかし1960年代から再評価が始まった。当時の政府文書の大部分やロイド・ジョージの個人文書の一部が公開されたことで彼のことをより深く研究できるようになったためである。これらの資料を前提とした新研究により従来の悪評が偏見だったことが明らかになってきたのである。特に大きかったのはこれまでロイド・ジョージは宮廷陰謀を企んでアスキスを失脚させて取って代わったと考えられていたのが、実際にはロイド・ジョージはアスキスを首相のままにして、そのうえで能率的な戦争遂行体制を作ろうと努力していたのにむしろアスキスがそれを拒否したという事実が判明したことだった。また貴族称号の売買など金銭面の貪欲さについても、そうやって集めたお金の多くをロイド・ジョージは自由党の選挙資金、あるいは彼の政策研究のために使用しており、彼の私生活自体は極めて質素だったことから、私利私欲でやっていたわけではないと擁護されるようになった。
彼は多面的な政治家であり、統一した理解が難しいといわれる。たとえばボーア戦争の時は完全平和主義者のように見えるが、チャナク危機ではむしろ好戦的に見える。大蔵大臣の時は民主主義のリーダーのようだったが、首相になると独裁者のように見えることなどである。したがって一言で規定することは困難な政治家であり、ロバート・スカリー（Robert J. Scally）は「社会帝国主義」、ケネス・モーガンは「農村急進派」、ジョージ・ダンガースフィールドは「卓越したデマゴーグ」、ステファン・コスは「プラグマティズム」など歴史家ごとに各人バラバラに定義している。

## 栄典

### 爵位
- 1945年、初代ドワイフォーのロイド＝ジョージ伯爵（連合王国貴族爵位）[336]
- 1945年、初代グウィネズ子爵（連合王国貴族爵位）[336]

### 勲章
- 1919年、メリット勲章（OM）[336]
- 聖ジョン名誉勲章（英語版） ナイト・オブ・グレース（K.G.St.J.）[336]
- 聖マウリッツィオ・ラザロ勲章（イタリア勲章）[336]

### その他
- 1905年、枢密顧問官（PC）[336]

## 家族

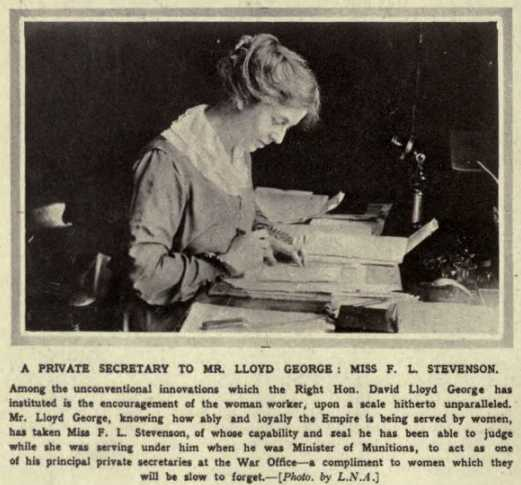
後妻のフランセス・スティーブンソン。

1888年に地元の名士の娘マーガレット・オーウェンと結婚し、彼女との間に以下の5子を儲けた。
- 第一子（長男）リチャード（Richard）（1889年-1968年）：第2代ドワイフォーのロイド＝ジョージ伯爵
- 第二子（長女）メェアー（Mair）（1890年-1907年）
- 第三子（次女）オルウェン（Olwen）（1892年-1990年）：歴史家マーガレット・マクミランの祖母。
- 第四子（次男）グウィリム（1894年-1967年）：初代テンビー子爵。
- 第五子（三女）メガン（英語版）（1902年-1966年）

ロイド・ジョージはしばしば浮気し、マーガレットも一時は腹に据えかねて別居した。公然と愛人と同棲生活を送ったイギリス首相はグラフトン公爵以来と言われる。

後に妻と同居に戻ったものの、ロイド・ジョージの浮気癖は抜けず、1919年からは末娘の家庭教師だったフランセス・スティーブンソンと愛人関係になった。フランセスはロイド・ジョージの秘書を30年にわたって務めた。ロイド・ジョージは1941年にマーガレットと死別し、1943年に彼女と再婚している。